# Diocleciano
Diocleciano (nombre completo: Cayo Aurelio Valerio Diocleciano Augusto; en latín: Gaius Aurelius Valerius Diocletianus; en griego antiguo: Διοκλητιανός, romanizado: Diokletianós c. 24 de diciembre de 244-3 de diciembre de 311), nacido con el nombre de Diocles y apodado Jovius, fue emperador de Roma desde el 20 de noviembre de 284 hasta el 1 de mayo de 305. Nacido en una familia iliria de bajo estatus social en la provincia romana de Dalmacia (cerca de la actual Split, Croacia), fue escalando puestos en la jerarquía militar hasta convertirse en comandante de la caballería del emperador Caro. Tras la muerte de Caro y de su hijo Numeriano en la campaña en Persia, Diocles fue proclamado emperador por el ejército, adoptando el nombre de Diocleciano. Consiguió acceder al trono tras un breve enfrentamiento con Carino, otro hijo del emperador Caro, en la batalla del Margus.
En su gobierno se estabilizó el imperio y se puso fin a la Crisis del siglo III. La reorganización de la maquinaria fiscal, administrativa y militar sentó las bases del Imperio bizantino en Oriente y sostuvo temporalmente el decadente imperio en Occidente. Diocleciano nombró coemperador a Maximiano , otorgándole el título de Augusto de occidente en 285. Se reservó el gobierno de la parte oriental y delegó en Maximiano el control de la occidental. Diocleciano delegó aún más el 1 de marzo de 293, nombrando a Galerio y a Constancio como césares, un título similar al de príncipe o heredero del Augusto. Este nuevo régimen, conocido como la Tetrarquía, o «gobierno de cuatro», implicaba que el gobierno del Imperio se repartía geográficamente entre los cuatro gobernantes. Diocleciano aseguró las fronteras y eliminó todas las amenazas a su poder. En un movimiento que seguía la tendencia del siglo III hacia el absolutismo, amoldó su figura a la de un autócrata, elevándose por encima de las masas e imponiendo formas ceremoniales y arquitectónicas hacia la corte.
Dirigió campañas militares contra las tribus sármatas y del Danubio (285-90), contra los alamanes (288) y contra usurpadores en Egipto (297-98), asegurando las fronteras del imperio y eliminando las amenazas contra su poder. En 299, dirigió las negociaciones con el Imperio sasánida, el enemigo tradicional del Imperio romano, consiguiendo una paz duradera y favorable. Separó y aumentó los servicios militares y civiles que los ciudadanos debían prestar al Imperio y reorganizó las divisiones provinciales creando el gobierno más grande y más burocratizado de la historia de Roma hasta entonces. Estableció nuevos centros administrativos en Nicomedia, Mediolano, Antioquía y Tréveris, puntos más cercanos a las fronteras de lo que estaba la tradicional capital en Roma.
El crecimiento burocrático y militar, las campañas militares constantes y los proyectos constructivos incrementaron el gasto del estado e hicieron necesaria una reforma fiscal. Al menos a partir del año 297 el sistema impositivo fue estandarizado de forma más equitativa y con tipos impositivos en general más altos que los que habían imperado hasta entonces.
Sin embargo, no todas sus reformas tuvieron éxito. Su Edicto sobre Precios Máximos del año 301, norma cuyo objetivo era poner fin a la inflación mediante el control estatal de los precios, no solo no tuvo éxito, sino que fue contraproducente y rápidamente ignorada. Además, y aunque fue efectivo mientras Diocleciano estuvo al mando, el sistema de la tetrarquía colapsó en el momento en que este abdicó, sustituyéndose por la lucha por el poder entre Majencio y Constantino, hijos, respectivamente, de Maximiano y Constancio. La Persecución de Diocleciano que tuvo lugar entre los años 303 y 311 se convertiría en la mayor y más sangrienta persecución oficial del imperio contra los cristianos, pero no logró su objetivo de destruirlos. Es más, a partir del año 324 el cristianismo se convirtió en la religión dominante del Imperio bajo el gobierno de Constantino I el Grande. Sin embargo, a pesar de sus fracasos, las reformas de Diocleciano cambiaron de forma fundamental la estructura del gobierno imperial y ayudaron a estabilizarlo económica y militarmente, permitiendo que el Imperio perdurase más de cien años más, cuando había estado a punto de colapsarse pocos años antes.
Enfermo y debilitado, Diocleciano abdicó el 1 de mayo de 305, convirtiéndose en el primer emperador romano en dejar voluntariamente su cargo. Desde entonces vivió en su palacio en la costa de Dalmacia, dedicado al cultivo de sus jardines y huertos. Su palacio se convertiría en el núcleo del que surgiría la actual ciudad de Split (Croacia).

## Primeros años
La biografía de Diocleciano ha quedado oscurecida por leyendas, retórica, lo dudoso de documentos y la hostilidad de sus adversarios. Poco se sabe de sus orígenes. Probablemente nació en Salona, Dalmacia, en algún momento cercano al año 244. Sus padres le llamaron Διοκλής (Diocles); es posible que su nombre completo en latín haya sido Gayo Valerio Diocles. El nombre de Valerio lo recibió por el nombre de su hija, Valeria, que se casó con Galerio en 293. El nombre de gens Aurelius no apareció sino hasta el 1 de marzo de 286, es decir, hasta después de su ascenso al trono.  El historiador Timothy Barnes considera como posible fecha de nacimiento su cumpleaños oficial, el 22 de diciembre, si bien otros historiadores no están tan seguros de ello.
Los padres de Diocleciano (entonces Diocles) eran de bajo estatus social, y los escritores críticos con su gobierno afirman que su padre era un escriba o un liberto del senador Anulino, o incluso llegan a afirmar que el propio Diocles era él mismo un liberto. Sus primeros cuarenta años de vida son muy oscuros.

## Ascenso al poder

### Antecedentes
El emperador romano Caro había otorgado el título de César a sus hijos Carino y Numeriano y, a principios de 283, elevó a Carino al rango de Augusto, dejándolo a cargo de la parte occidental del imperio para que se ocupara de algunos disturbios en la Galia y llevó a Numeriano con él en una expedición contra los persas sasánidas, que había sido contemplada por Probo. Durante su primera campaña como emperador, infligió una severa derrota a los cuados y sármatas en el Danubio, y luego avanzó a través de Tracia y Asia Menor, anexando Mesopotamia, presionó hacia Seleucia y Ctesifonte y marchó con sus soldados más allá del Tigris. Los sasánidas, enfrentados a graves problemas internos, no pudieron montar una defensa coordinada eficaz en ese momento.
Hasta el momento de su ascenso al poder, Diocleciano había pasado la mayor parte de su vida en campamentos militares. Diocleciano era considerado un ilirycianus (ilirio) que había sido educado y promovido por Aureliano. El cronista bizantino Juan Zonaras afirma que era el Dux de Mesia, lo que equivaldría a un comandante de las fuerzas asentadas en el bajo Danubio.  Por otro lado, y según la Historia Augusta, habría servido también en la Galia, pero se trata de un dato poco fiable para los historiadores modernos, ya que no es corroborado por otras fuentes. Es posible que Diocleciano formara parte de la escolta de Carino. El único dato cierto que se conoce sobre él durante este periodo es que se encontraba entre los jefes del ejército que Carino reunió, junto con los ilirios, para ir a luchar contra los persas. La primera vez que se establece con precisión el paradero de Diocleciano fue en 282 cuando Caro lo nombró comandante de los Protectores domestici, la fuerza de caballería de élite directamente adscrita a la casa imperial. Este cargo le valió el honor de un consulado en 283.
Las esperanzas de Roma de una mayor conquista contra los persas se vieron truncadas por la muerte de Caro en 283 en territorio sasánida, probablemente por causas no naturales (según una versión popular, fue alcanzado por un rayo). Existe incluso una teoría que insinúa que Diocleciano estuvo involucrado en su asesinato.

### Muerte de Numeriano

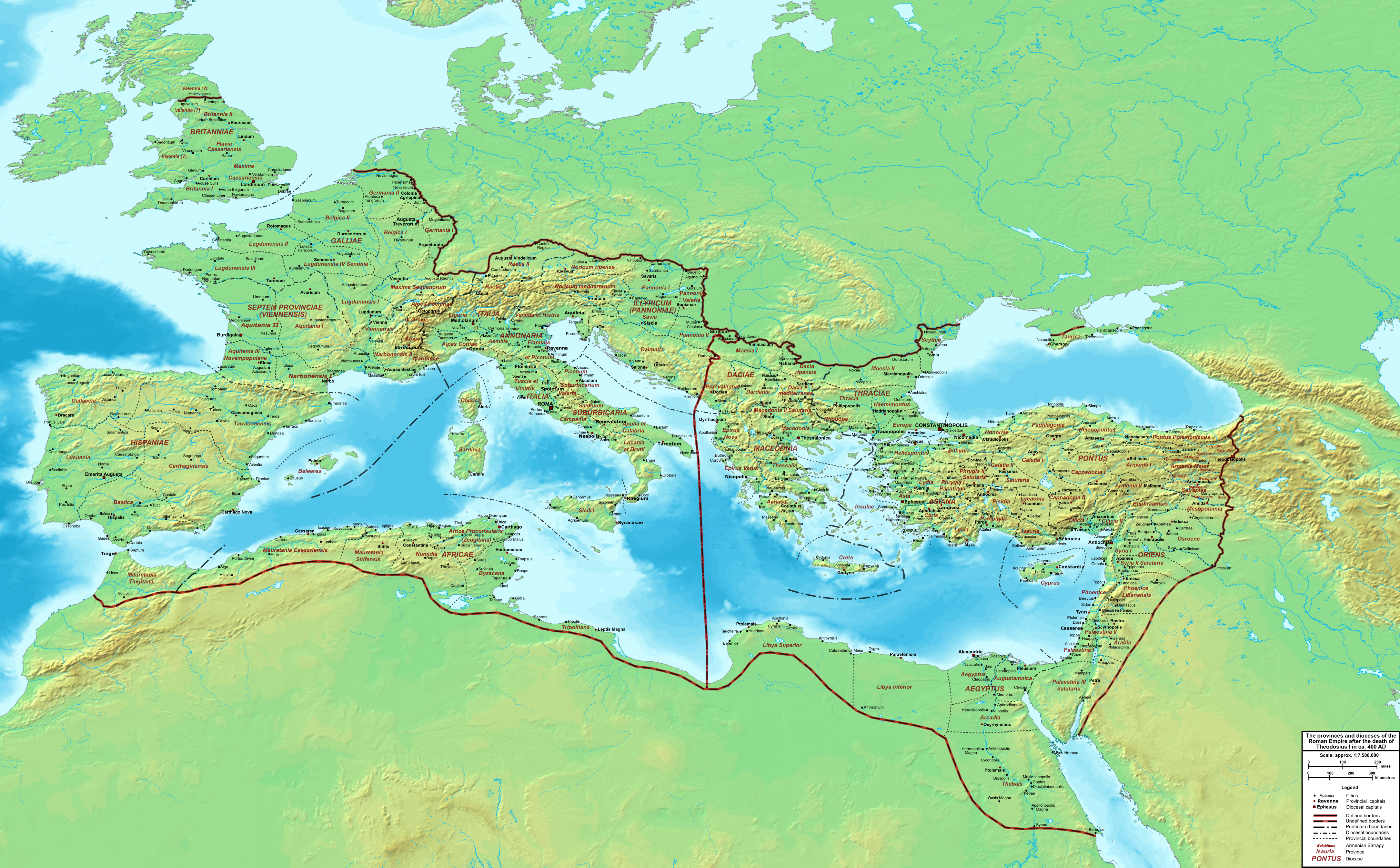
Mapa del Imperio romano c. 400.

La muerte del emperador Caro en plena campaña contra el Imperio sasánida supuso la llegada al poder de sus impopulares hijos, Numeriano y Carino. Carino se dirigió rápidamente a Roma desde su puesto en la Galia, llegando para enero de 284, convirtiéndose en el emperador legítimo en Occidente. Numeriano, mientras tanto, permaneció al mando del ejército en la parte oriental del imperio, en donde se encontraba también en campaña junto a su padre. Sin embargo, las conquistas de Caro fueron inmediatamente abandonadas por Numeriano, de temperamento poco belicoso, quien se vio obligado por el ejército a retroceder cruzando el Tigris. El rumor de que Caro había muerto a causa de un rayo fue aceptada por todos en el campamento, y el temor supersticioso de las tropas las inclinó a atribuir la muerte del emperador a la ira de los dioses, furiosos porque los romanos cruzaran el Tigris. Persia fue en consecuencia abandonada a los sasánidas.
La retirada romana de Persia se realizó de forma ordenada y sin oposición gracias a que el rey persa Bahram II se encontraba en plena lucha por establecer su autoridad y no podía enviar sus fuerzas contra ellos. En cualquier caso, para marzo de 284 Numeriano solo había logrado llegar a Emesa (Homs), en Siria, y para noviembre de ese año se encontraba apenas en Asia Menor. Aparentemente en Emesa todavía estaba vivo y con buena salud, pero tras dejar la ciudad sus oficiales, incluyendo al prefecto del pretorio y suegro de Numeriano Arrio Apro, informaron que sufría una inflamación ocular y, desde ese momento, viajó en un carromato cerrado. Cuando el ejército llegó a Bitinia, algunos de los soldados de Numeriano percibieron un olor a putrefacción que emanaba del carro. Abrieron las cortinas y encontraron el cadáver de Numeriano. Tanto Eutropio como Aurelio Víctor describen la muerte de Numeriano como un asesinato.
Arrio Apro solo informaría oficialmente de la muerte de Numeriano entonces, en el mes de noviembre, en Nicomedia. Los generales y tribunos de Numeriano formaron un concilio para determinar la sucesión, y eligieron a Diocles como nuevo emperador, a pesar de los esfuerzos de Apro por conseguir el apoyo de los oficiales. El 20 de noviembre de 284 el ejército de oriente se reunió en una colina situada a unos 8 kilómetros (5 millas) de Nicomedia. El ejército aclamó unánimemente a Diocles como su nuevo Augusto, que aceptó formalmente la púrpura imperial. Levantó su espada a la luz del sol e hizo un juramento en el que rechazaba cualquier responsabilidad por la muerte de Numeriano. Afirmó que Apro había matado a Numeriano y, a la vista de todos, le clavó su espada y le mató. Según la Historia Augusta, habría citado a Virgilio mientras lo hacía. Poco después Diocles cambió su nombre por el de Diocleciano, de carácter más latino, pasando a llamarse Cayo Aurelio Valerio Diocleciano.

### Enfrentamiento con Carino

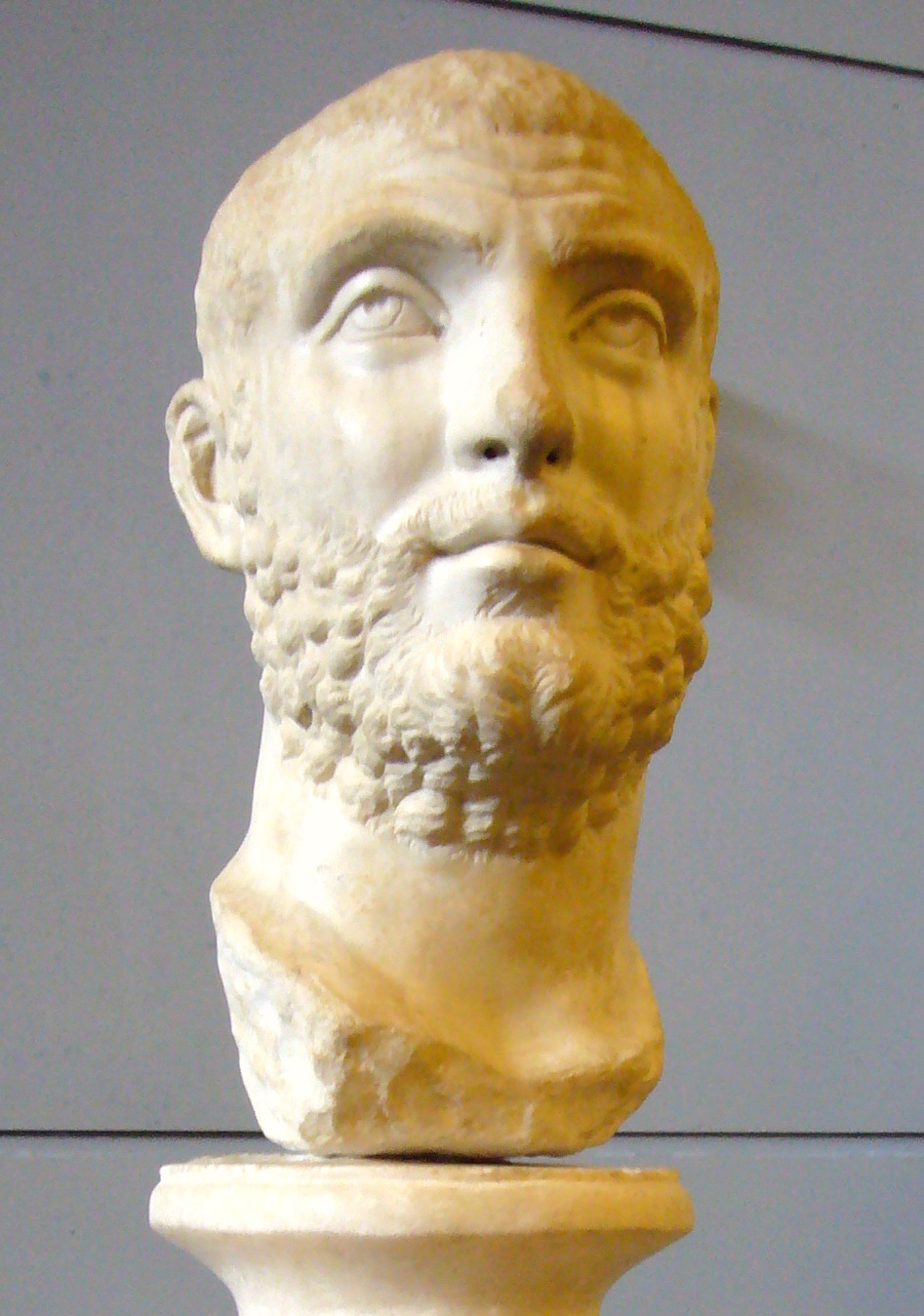
Busto de Carino. Museos Capitolinos, Roma.

Aclamado emperador, Diocleciano poseía poder real sólo en aquellas regiones que estaban dominadas por su ejército (es decir, en Asia Menor y posiblemente Siria). El resto del imperio obedecía a Carino, hermano de Numeriano. Tras su ascensión al trono, Diocleciano y Lucio Cesonio Baso fueron nombrados cónsules y asumieron las fasces en lugar de Carino y Numeriano. Baso era miembro de una familia senatorial de Campania, un antiguo cónsul y procónsul de África. Había sido elegido por Probo como señal de distinción. Se trataba de un hombre con capacidad en las labores de gobierno en las que Diocleciano, presumiblemente, no tenía experiencia. Por otro lado, el nombramiento de Baso simbolizaba el rechazo de Diocleciano al gobierno romano de Carino, y su negativa a aceptar un estatus inferior a cualquier otro emperador, así como su intención de continuar una colaboración a largo plazo entre las aristocracias senatoriales y militares del imperio. También vinculaba su éxito al del Senado, de quien necesitaba el apoyo para llegar a Roma.
Sin embargo, Diocleciano no era el único candidato a sustituir a Carino en el trono. El usurpador Marco Aurelio Juliano, el corrector Venetiae de Carino, se hizo con el control del norte de Italia y de Panonia tras la aclamación como emperador de Diocleciano. Este hecho es conocido, entre otras cosas, debido a que hizo acuñar monedas desde la fábrica de moneda de Siscia, en la actual Sisak, Croacia, declarándose a sí mismo emperador y prometiendo la libertad a sus súbditos. Esto ayudaría políticamente a Diocleciano, que lo utilizó para defender en su propaganda un retrato de Carino como un tirano cruel y opresivo. Sin embargo, las tropas con las que contaba Juliano eran débiles, y fueron dispersadas fácilmente cuanto los ejércitos de Carino fueron trasladados desde Britania al norte de Italia. Diocleciano era, como líder de un Oriente unido, la amenaza más importante para la posición de Carino.
Tras haber sofocado la revuelta de Juliano, Carino procedió a atacar a Diocleciano. Por su parte, durante el invierno de 284-285, Diocleciano hizo avanzar a sus tropas por los Balcanes. En la primavera, algún tiempo después del mes de mayo, su ejército se enfrentó al de Carino en el río Margus, en Mesia. En la actualidad se ha estimado la localización de la batalla entre el monte Aureus (Seone, al oeste de Smederevo) y Viminacium, cerca de la actual Belgrado, en Serbia.
A pesar de contar con un ejército más fuerte, Carino tenía la posición más débil. Su gobierno era impopular, llegándose a alegar que Carino había maltratado al Senado y seducido a las esposas de sus oficiales. Es posible que Flavio Constancio, el gobernador de Dalmacia, hubiese desertado al bando de Diocleciano al comienzo de la primavera. Cuando comenzó la batalla del Margus el prefecto de Carino, Aristóbulo, también desertó. En el transcurso de la batalla Carino murió, posiblemente a manos de uno de sus propios hombres (probablemente Aristóbulo), y la victoria final fue de Diocleciano. Entonces ambos ejércitos, tanto de Oriente como de Occidente, le aclamaron como su emperador. Diocleciano exigió un juramento de lealtad al ejército derrotado y partió hacia Italia.

## Gobierno
Es posible que, inmediatamente después de la batalla del Margus, Diocleciano se viese involucrado en batallas contra los cuados y los marcomanos. Finalmente llegó al norte de Italia para hacerse con el gobierno imperial, aunque se desconoce si Diocleciano llegó a visitar la ciudad de Roma en esta época. Existe una acuñación de moneda contemporánea que sugiere la celebración de un adventus (llegada) a la ciudad, pero algunos historiadores modernos defienden que Diocleciano evitó la ciudad, y que lo hizo conscientemente. La ciudad y el Senado ya no eran políticamente relevantes para el destino del imperio, y Diocleciano pretendía enviarles ese mensaje. Es más, Diocleciano fechó su reinado a partir de su aclamación por el ejército, y no por la fecha de ratificación por el Senado, siguiendo la práctica establecida por Caro, que había declarado que la ratificación senatorial era una formalidad inútil. En cualquier caso, si Diocleciano llegó a entrar en Roma tras su acceso al trono, no debió permanecer mucho tiempo en la ciudad; existen datos que le sitúan en los Balcanes el 2 de noviembre de 285 en una campaña militar contra los sármatas.
Diocleciano sustituyó al prefecto de Roma por su colega consular, Baso. La mayoría de los oficiales que habían servido con Carino, sin embargo, mantuvieron sus cargos con Diocleciano en el poder. En una obra de Aurelio Víctor se hace referencia a un acto inusual de clementia, en virtud del cual Diocleciano no mató ni depuso al prefecto del pretorio y cónsul Aristóbulo, sino que le confirmó en ambos cargos, y más tarde le otorgó el proconsulado de África y el rango de prefecto urbano. Es probable que las otras personas que mantuvieron sus cargos también hubieran traicionado a Carino.

### Maximiano es nombrado coemperador

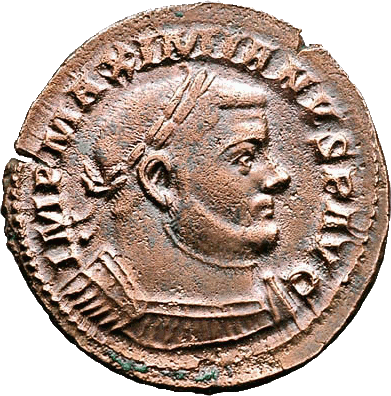
La consistente lealtad de Maximiano hacia Diocleciano demostró ser un importante componente de los primeros éxitos de la tetrarquía.

La historia reciente había demostrado que el gobierno unitario del imperio era peligroso para su estabilidad, y los asesinatos de Aureliano (r. 270-75) y de Probo eran una muestra de ello. El conflicto hervía en cada provincia del imperio, desde la Galia hasta Siria y desde Egipto hasta el bajo Danubio. Era demasiado para que una sola persona lo pudiera controlar, por lo que Diocleciano necesitaba un lugarteniente. En algún momento de 285, en Mediolano (actual Milán) Diocleciano ascendió a su compañero y oficial Maximiano al cargo de césar, haciéndole coemperador.
El concepto del gobierno dual no era nuevo en el Imperio romano. César Augusto, el primer emperador (27 a. C.-14 a. C.), ya había compartido el poder con sus colegas, y hubo una figura más semejante a la del coemperador a partir de Marco Aurelio (161-180). Además hacía poco, el emperador Caro y sus hijos habían gobernado conjuntamente. Diocleciano, en ese sentido, estaba en una situación más débil que sus predecesores porque tenía una hija, Valeria, pero no tenía hijos varones. El coemperador debía proceder, por tanto, de fuera de su familia, lo cual implicaba mayores problemas de lealtad. Algunos historiadores defienden que Diocleciano, al igual que algunos emperadores anteriores, adoptó a Maximiano como su filius Augusti, el «hijo del Augusto», en el momento de su nombramiento. Sin embargo, se trata de una posibilidad que no está generalmente aceptada.
La relación política entre Diocleciano y Maximiano fue investida de connotaciones religiosas cuando, aproximadamente en 287, Diocleciano asumió el título Iovius y Maximiano el de Herculius. Es probable que estos títulos tuvieran la intención de vincular a los dos líderes ciertas características de los dioses a los que hacían referencia: Diocleciano, asumiendo el rol de Júpiter, se encargaba de los roles dominantes sobre la planificación y el mando. Maximiano, en el rol de Hércules, actuaba como el héroe subordinado a Júpiter. En cualquier caso, y a pesar de esas connotaciones religiosas, los emperadores no eran «dioses» en la tradición del culto imperial. En realidad, eran vistos como los representantes de los dioses, que hacían su voluntad en la tierra. Este desplazamiento hacia la santificación divina a partir de la mera aclamación militar permitía alejar de las manos del ejército el poder de elegir emperadores. La legitimación religiosa permitía que Diocleciano y Maximiano estuviesen en un estatus superior al que pudieran situarse los rivales potenciales que estuviesen amparados solamente en el poder militar o en cuestiones dinásticas.
Tras su aclamación, Maximiano fue enviado a someter la rebelión de los bagaudas en la Galia. Diocleciano, por su parte, volvió a Oriente.

### Conflicto con los sármatas y los persas
El avance de Diocleciano fue lento. El 2 de noviembre todavía se encontraba en Citivas Iovia (Botivo, cerca de Ptuj, Eslovenia). En los Balcanes, durante el otoño de 285, se encontró con una tribu de sármatas que solicitaron asistencia del emperador. En particular, los sármatas solicitaron a Diocleciano ayuda para recuperar sus tierras o bien, en su defecto, derechos sobre los pastos en territorio del Imperio, pero Diocleciano contestó negativamente a ambas peticiones y se enfrentó militarmente a ellos, aunque no fue capaz de obtener una victoria definitiva. Las presiones nómadas sobre la gran llanura europea se mantuvieron, y más tarde el imperio tendría que volver a enfrentarse a los sármatas. Diocleciano pasó el invierno en Nicomedia, y es posible que se produjese entonces una revuelta en las provincias orientales, provocada por el hecho de que Diocleciano trajo consigo colonos de la provincia romana de Asia para hacerse cargo de las granjas deshabitadas de Tracia. El emperador visitó Judea la primavera siguiente y probablemente volvió a Nicomedia para pasar el invierno.
Durante la estancia de Diocleciano en Oriente tuvo lugar un éxito diplomático relativo al conflicto con Persia: en 287, el rey Bahram II le ofreció valiosos regalos, declaró la amistad abierta con el imperio e invitó a Diocleciano a visitarle. Las fuentes romanas insisten en que se trató de un acto totalmente voluntario. Durante la misma época, posiblemente en 287, Persia renunció a sus reclamaciones sobre Armenia y reconoció la autoridad romana sobre el territorio al oeste y sur del Tigris, con lo que la parte occidental de Armenia quedó incorporada al imperio romano como provincia. Tiridates III, miembro de la dinastía arsácida y pretendiente del trono armenio a la vez que cliente de Roma, había sido desheredado y forzado a refugiarse en el imperio romano tras la conquista persa de los años 252-253. En 287 volvió a reclamar la parte oriental de su dominio y no encontró oposición. Los regalos de Bahram II fueron vistos como un símbolo de victoria en el marco de las guerras entre Roma y Persia, y Diocleciano fue alabado como el «fundador de la paz eterna». Estos hechos pudieron representar la formalización del fin de la campaña oriental del emperador Caro, que probablemente terminó con un acuerdo de paz. A la terminación de los enfrentamientos con los persas, Diocleciano reorganizó la frontera de Mesopotamia y fortificó la ciudad de Circesium, Siria, en el Éufrates.

### Maximiano es nombrado Augusto
Las campañas militares de Maximiano no fueron tan fáciles como las de Diocleciano. Los bagaudas fueron sometidos fácilmente, pero Carausio, el hombre al que había puesto al mando de las operaciones contra los piratas sajones y francos de la costa sajona, había comenzado a apropiarse del botín tomado a los piratas. Maximiano emitió una pena de muerte contra su subordinado, que huyó del continente y se proclamó a sí mismo Augusto, consiguiendo iniciar una revuelta en Britania y en noroeste de la Galia. Espoleado por la crisis, el 1 de abril de 286, Maximiano adoptó el título de augusto. Se trata de un nombramiento inusual, por cuanto era imposible que Diocleciano hubiese estado presente como testigo del evento. Se ha sugerido que Maximiano pudiera haber usurpado el título, y solo más tarde habría sido reconocido por Diocleciano para evitar una guerra civil. Sin embargo, esta posibilidad no está generalmente aceptada, debido a que no está claro si Diocleciano estaba de acuerdo con la medida, y si quiso que Maximiano actuara con la suficiente independencia.

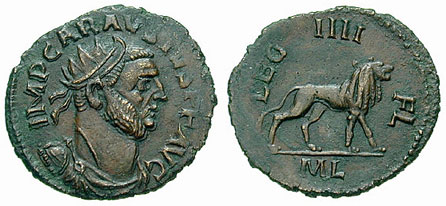
Antoniniano de Carausio, usurpador rebelde de Britania. Las principales evidencias del reinado de Carausio proceden de la acuñación de moneda, que en general fue de buena calidad.

Maximiano se dio cuenta de que no podía terminar con el comandante rebelde de forma rápida, por lo que previamente, durante la campaña de 287, se dedicó a hacer la guerra a las tribus de más allá del Rin. Durante la primavera siguiente Maximiano preparó una flota para la expedición militar contra Carausio. Diocleciano, por su parte, volvió del este para encontrarse con Maximiano, y prepararon una campaña conjunta contra los alamanes. Diocleciano invadió Germania desde Raecia mientras que Maximiano avanzaba desde Maguncia, y cada uno de los emperadores iba arrasando con los cultivos y las provisiones que encontraba a su paso, destruyendo los medios de subsistencia de los germanos. Con esta campaña los dos emperadores consiguieron ampliar el territorio romano, permitiendo que Maximiano pudiera centrarse en los preparativos de la campaña contra Carausio sin ningún tipo de distracción. A su vuelta al este, Diocleciano ganó lo que probablemente fue otra rápida campaña contra los sármatas. No han llegado detalles sobre esos hechos, si bien las inscripciones existentes indican que Diocleciano adoptó el título Sarmaticus Maximus después de 289.
En oriente, Diocleciano encabezó diversas actividades diplomáticas dirigidas a las tribus del desierto que habitaban el territorio entre Roma y Persia. Es posible que pudiera intentar persuadirles para aliarse con Roma, reviviendo la antigua esfera de influencia romana en Palmira, o puede que simplemente intentase reducir la frecuencia de sus incursiones sobre el territorio del imperio. No existen detalles sobre estos eventos. Algunos de los príncipes de estos estados eran clientes o vasallos de Persia, hecho que pudiera haber incrementado la tensión entre los dos imperios. En occidente, Maximiano perdió la flota construida entre 288 y 289, probablemente a comienzos de la primavera de 290. El autor del panegírico en el que se hace referencia a esta pérdida sugiere que pudo haberse producido por culpa de una tormenta, pero también es posible que dicha excusa no sea más que un intento del autor de ocultar una vergonzosa derrota militar. Poco después de este evento Diocleciano terminó su viaje por oriente y volvió al oeste, llegando a Emesa el 10 de mayo de 290, y a Sirmio, en el Danubio, el 1 de julio.
Los emperadores se encontraron en Milán en el invierno de 290-91, entre el final de diciembre de 290 y el mes de enero de 291, en un encuentro que tuvo lugar con gran pompa y solemnidad. Los emperadores pasaron gran parte de su tiempo en apariciones públicas y se conjetura que las ceremonias se prepararon con la finalidad de demostrar que el apoyo de Diocleciano a su colega se mantenía intacto. Una delegación del Senado Romano se reunió con los emperadores, renovando el infrecuente contacto del Senado con los mandos imperiales. La elección de Milán por encima de Roma como lugar del encuentro suponía una nueva afrenta al orgullo de la capital, aunque ya para entonces existía una práctica generalizada que determinaba que Roma era una capital de carácter más ceremonial que real, puesto que el verdadero centro de la administración imperial quedaba determinado en función de las necesidades de defensa. Bastante antes de Diocleciano, Galieno (r. 253-68) ya había elegido Milán como la ciudad en la que ubicar su cuartel general. En el panegírico que detalla la ceremonia aparece una mención que implica que el verdadero centro del imperio no era Roma, sino en donde el emperador se encontrase («... la capital del Imperio parecía estar ahí, dónde los dos emperadores se encontraron»), pero esto solo se hace eco de algo que ya había expresado el historiador Herodiano a comienzos del siglo III: «Roma está donde el emperador está». Durante la reunión, probablemente se trataron diversos temas políticos y bélicos, pero las conversaciones se mantuvieron en secreto. Los emperadores no volverían a reunirse hasta el año 303.

## La tetrarquía

### Fundación de la tetrarquía

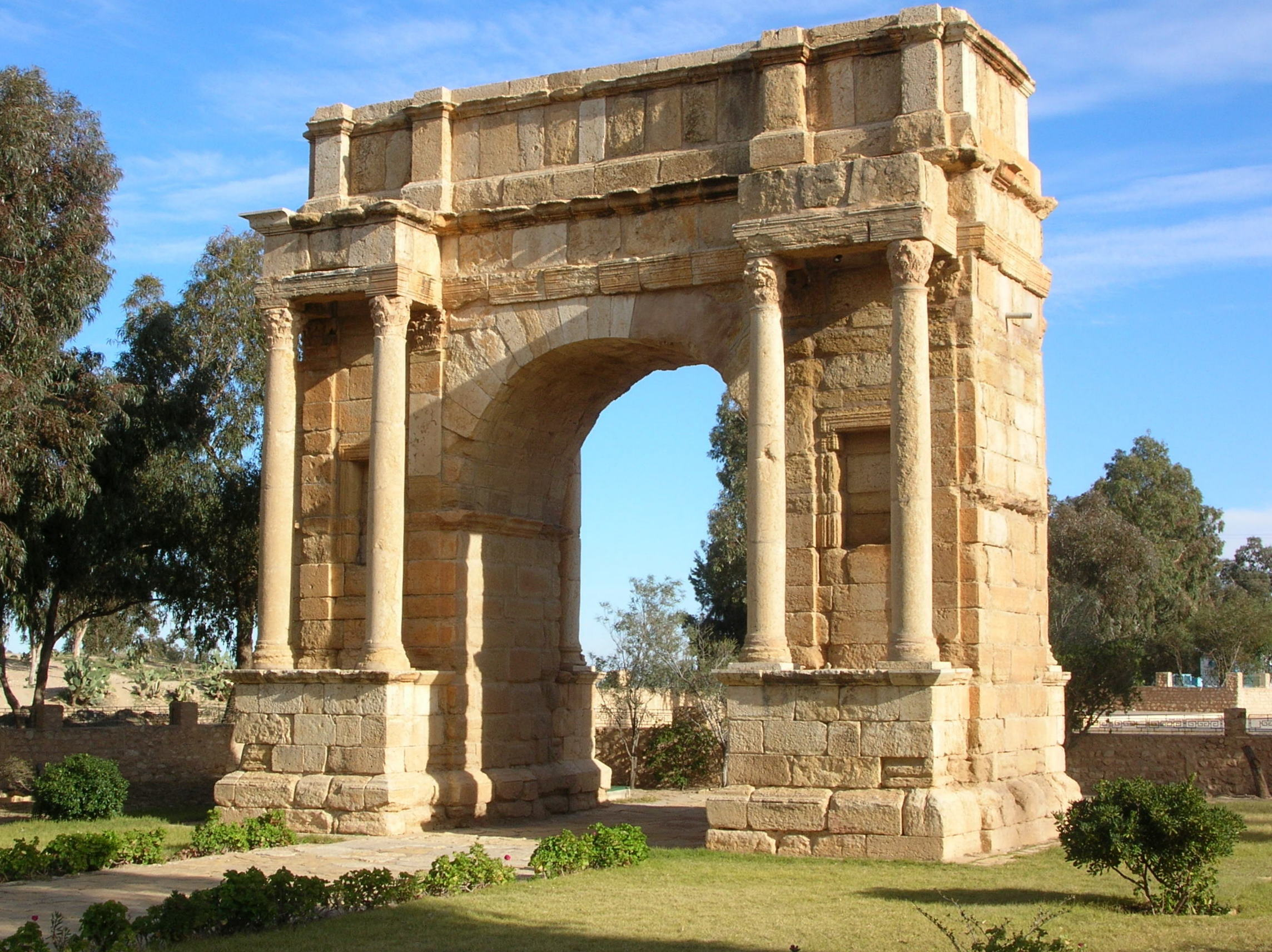
Arco triunfal de la tetrarquía, Sbeitla, Túnez.

En algún momento intermedio entre su vuelta y el año 293, Diocleciano transfirió el mando de la guerra contra Carausio de Maximiano a Flavio Constancio. Constancio era el gobernador de Dalmacia y un hombre de gran experiencia militar, experiencia que se remontaba a las campañas de Aureliano contra Zenobia (272-73). Además, era el prefecto del pretorio de Maximiano en la Galia. El 1 de marzo de 293, en Milán, Maximiano otorgó a Constancio el título de César. En la primavera de 293, puede que en Philippopolis (Plovdiv, Bulgaria) o Sirmium, Diocleciano haría lo mismo con Galerio, posiblemente prefecto del pretorio de Diocleciano. Constancio fue asignado a la Galia y a Britania, y Galerio a Siria, Palestina, Egipto, y recibió también la responsabilidad sobre las fronteras orientales. A estos dos colaboradores adicionales se les dio el título de «César» y se les asignó un Augusto: Constancio a Maximiano (con residencia en Tréveris) y Galerio al propio Diocleciano (con residencia en Sirmio).
Así, aunque el imperio siguió siendo un patrimonium indivisum (patrimonio indiviso), estaba dividido administrativamente: Diocleciano, que residía en Nicomedia, vigilaba Tracia, Asia y Egipto; Galerio, que residía en Sirmio, vigilaba Iliria, las provincias del Danubio y Acaya; Maximiano, que residía en Milán, velaba por Italia, Sicilia y África; Flavio Constancio, que residía en Tréveris, por la Galia, España y Britania. Para fortalecer la unión, cada Augusto adoptó como hijo a su César. Las relaciones se consolidaron aún más cuando Galerio se casó con Valeria, la hija de Diocleciano, y Flavio Constancio repudió a su esposa (o concubina) Helena, madre del futuro emperador Constantino I, para casarse con Teodora, la hijastra de Maximiano.
Este sistema de gobierno recibió el nombre de tetrarquía cuyo significado es, literalmente, «gobierno de cuatro». Los emperadores de la tetrarquía—celebrados por los autores de la Historia Augusta como los quattuor principes mundi («cuatro príncipes del mundo»)— eran más o menos soberanos de sus propias regiones, y viajaban con sus propias cortes imperiales, administradores, secretarios y ejércitos. Estaban vinculados por lazos de sangre y matrimonio; Diocleciano y Maximiano se presentaban como hermanos y los coemperadores sénior adoptaron formalmente a Galerio y a Constancio como hijos en 293. Estas relaciones implicaban la existencia de una línea de sucesión: Galerio y Constancio se convertirían en augustos a la salida de Diocleciano y Maximiano. En ese momento el hijo de Maximiano, Majencio, y el de Constancio, Constantino se convertirían en césares. Para prepararles para sus obligaciones futuras Constantino y Majencio fueron llevados a la corte de Diocleciano en Nicomedia.

### Conflictos en los Balcanes y en Egipto

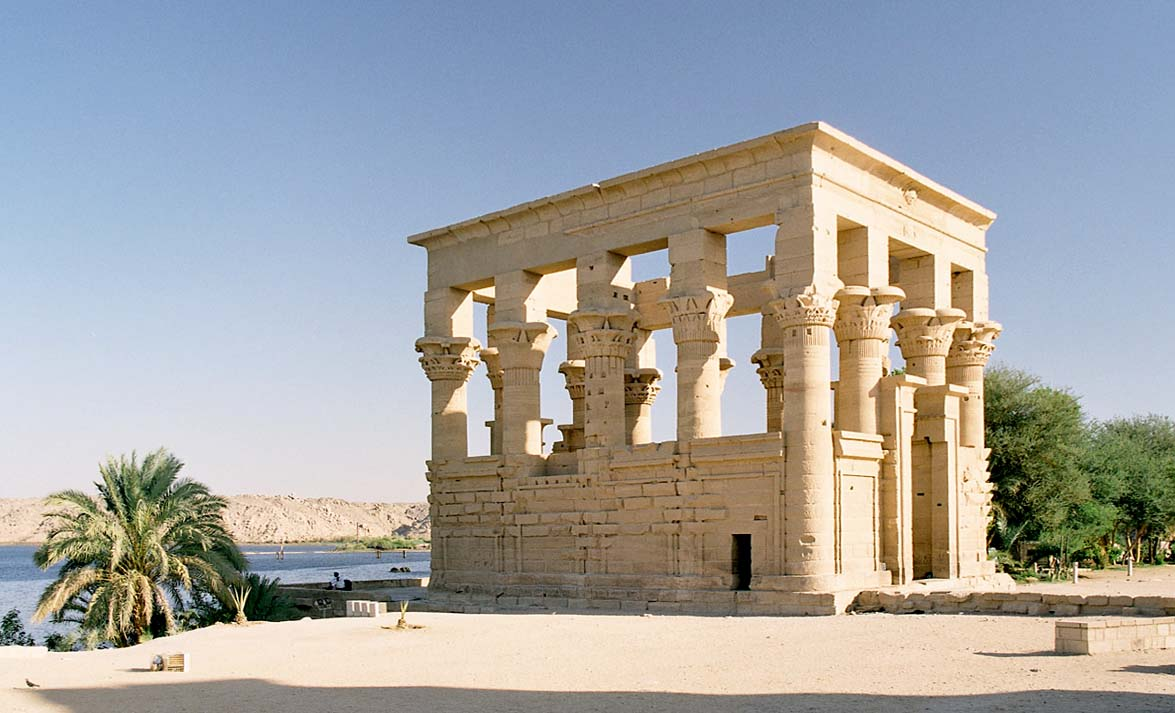
Templo de Trajano en File, frontera entre Nobatia, los blemios y la provincia romana de Egipto.

Diocleciano pasó la primavera de 293 viajando con Galerio desde Sirmium a Bizancio (actual Estambul, en Turquía). Luego volvió a Sirmium, en donde permanecería hasta la primavera del año siguiente. Luchó de nuevo contra los sármatas en 294, probablemente en otoño, y obtuvo una victoria contra ellos, lo cual mantuvo a los sármatas alejados de las provincias del Danubio durante un tiempo. Mientras tanto, Diocleciano construyó fuertes al norte del Danubio, en Aquincum (Budapest, Hungría), Bononia (Vidin, Bulgaria), Ulcisia Vetera, Castra Florentium, Intercisa (Dunaújváros, Hungría), y Onagrinum (Begeč, Serbia). Los nuevos fuertes se convirtieron en parte de una nueva línea de defensa llamada la Ripa Sarmatica. En 295 y 296 Diocleciano luchó de nuevo en la región, obteniendo una victoria sobre los carpianos en el verano de 296. Después, durante 299 y 302, mientras Diocleciano residía en oriente, fue el turno de Galerio de afrontar una victoriosa campaña en el Danubio. A finales de su reinado, Diocleciano había pacificado la totalidad de la longitud del Danubio, construyendo fuertes, cabezas de puente, carreteras y ciudades amuralladas, y envió al menos quince legiones a patrullar la región; una inscripción en Sexaginta Prista, en el bajo Danubio, alega que Diocleciano restauró la tranquilitas en la región. La defensa se consiguió a muy alto coste, pero fue un logro muy significativo en un área difícil de defender.
Galerio, mientras tanto, se vio envuelto en enfrentamientos en el Alto Egipto en 291-293, en donde tuvo que sofocar una revuelta local. Volvería a Siria en 295 para luchar contra el Imperio Persa, pero los intentos de Diocleciano por homogeneizar el sistema impositivo egipcio con el del resto del imperio provocó el descontento y se desató una nueva revuelta a la partida de Galerio. El usurpador Domicio Domiciano se declaró a sí mismo augusto en julio o agosto de 297 y gran parte de Egipto, incluyendo Alejandría, le reconoció como tal. Diocleciano se trasladó a Egipto para acabar con la amenaza, consiguiendo una primera victoria en Tebaida en el otoño de 297 para luego trasladarse a Alejandría, a la que puso asedio. Domiciano murió en diciembre de ese año, momento en el que Diocleciano ya había asegurado el control sobre el territorio egipcio. Alejandría, que había organizado su defensa bajo el mando del antiguo corrector de Diocleciano Aurelio Aquíleo, aguantó hasta algo más tarde, probablemente marzo de 298.
Durante la estancia de Diocleciano en la región se llevaron a cabo diversas cuestiones burocráticas: se realizó un censo y Alejandría, en castigo por su rebelión, perdió el derecho a acuñar moneda. Las reformas de Diocleciano en la región, combinadas con las de Septimio Severo, llevaron las prácticas administrativas egipcias más cerca de los estándares romanos. Diocleciano viajó por el Nilo el verano siguiente, visitando Oxirrinco y Elefantina. En Nubia firmó una paz con Nobatia y con las tribus blemias. Conforme al tratado, las fronteras romanas fueron trasladadas al norte hasta File y las dos tribus recibieron un estipendio anual de oro. Diocleciano dejó África poco después de formalizar el tratado, llegando a Siria en febrero de 299. Se reunió con Galerio en Mesopotamia.

### Guerra contra Persia

#### Invasión y contrainvasión

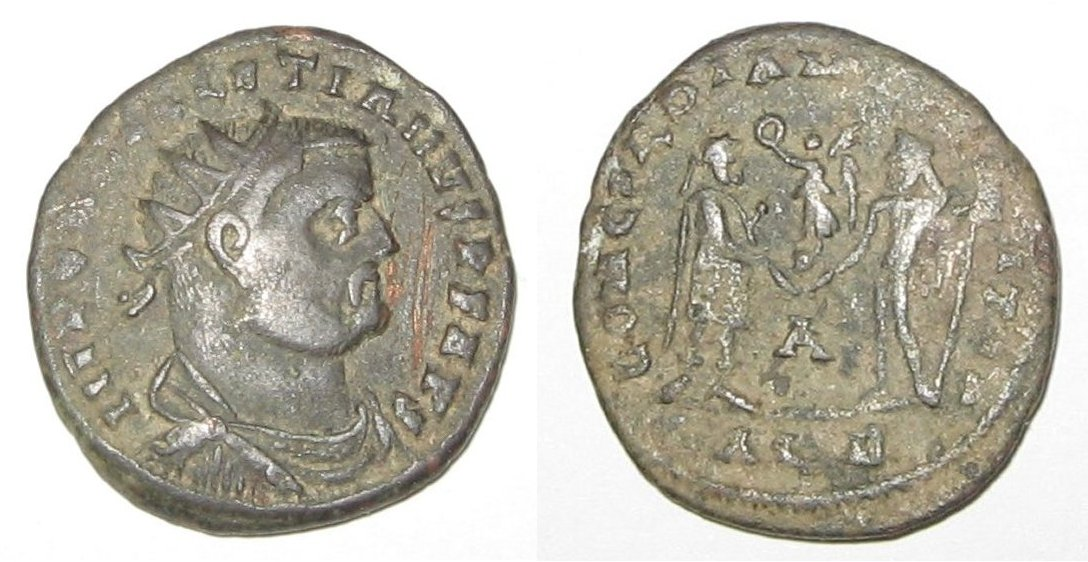
Moneda de acuñación militar de Diocleciano.

En 294, Narsés de Armenia, un hijo de Shapur que había sido dejado a un lado en la sucesión de la dinastía sasánida, se hizo con el poder en Persia. Narsés eliminó a Bahram III, un joven que se hizo con el poder en 293, tras la muerte de Bahram II. A comienzos de 294, Narsés y Diocleciano procedieron a hacer el acostumbrado intercambio de regalos entre los dos imperios, y Diocleciano incluyó un intercambio de embajadores. En Persia, mientras tanto, Narsés se dedicaba a destruir cualquier rastro que hiciese referencia a sus inmediatos predecesores en los monumentos públicos. Buscaba que se le identificase con los reyes guerreros Ardacher I (r. 226-41) y Sapor I (r. 241-72), el mismo Sapor que había saqueado la ciudad romana de Antioquía y que había desollado al emperador Valeriano (r. 253-260) para decorar su sala de guerra.
Narsés declaró la guerra a Roma en 295 o 296. Parece que primero invadió el oeste de Armenia, ocupando las tierras que fueron entregadas a Tirídates durante la paz de 287. Luego se dirigió al sur, hacia la Mesopotamia romana, en 297, en donde infligió una severa derrota a Galerio en la región ubicada entre Carrhae, en la actual Harrán (Turquía) y Callinicum, la actual ciudad siria de Raqqa, en un lugar que según el historiador Fergus Millar probablemente estuviera cercano al río Balikh. Diocleciano pudo o no haber estado presente durante la batalla, pero en cualquier caso rechazó rápidamente cualquier tipo de responsabilidad. En una ceremonia pública en Antioquía la versión oficial de los hechos era muy clara: Galerio era responsable de la derrota; Diocleciano no. Diocleciano humilló públicamente a Galerio, obligándole a caminar durante una milla a la cabeza de la caravana imperial, vestido con el púrpura imperial.

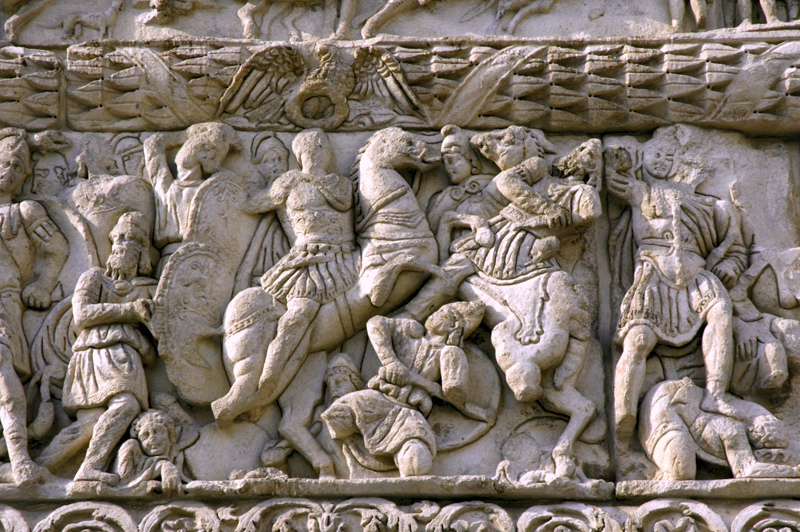
Detalle del ataque de Galerio sobre Narsés en el Arco de Galerio en Salónica, Grecia, la ciudad desde la que Galerio dirigió la mayor parte de sus acciones administrativas.

Durante la primavera de 298 es probable que Galerio recibiera refuerzos militares procedentes de un contingente reclutado en las regiones imperiales del Danubio. Narsés no avanzó desde Armenia y Mesopotamia, dejando que Galerio liderase la contraofensiva en 298, con un ataque sobre el norte de Mesopotamia a través de territorio armenio. No está claro si Diocleciano estaba presente para prestar su ayuda en la campaña; puede que hubiese vuelto a Egipto o a Siria. Narsés se retiró a Armenia para luchar contra el ejército de Galerio en una situación en la que Narsés se encontraba en desventaja; el escarpado terreno armenio favorecía más a la infantería romana que a la caballería sasánida. Galerio obtuvo dos grandes victorias sobre Narsés en sendas batallas. Durante el segundo encuentro, las fuerzas romanas asediaron el campamento de Narsés, en donde se encontraban su tesoro, su harén y su esposa oficial. Galerio continuó avanzando río abajo por el Tigris y capturó la capital persa de Ctesifonte antes de volver a territorio romano siguiendo el Éufrates.

#### Negociaciones de paz
Narsés envió a un embajador a Galerio en el curso de la guerra para rogar por la devolución de su esposa e hijos, pero Galerio le despidió. Las negociaciones serias de paz comenzaron en la primavera de 299. Diocleciano y el magister memoriae (secretario) de Galerio, Sicorio Probo, fueron enviados a Narsés para presentar sus condiciones. Éstas eran duras: Armenia debía volver al dominio romano, con la fortaleza de Ziatha como límite; la Iberia caucásica se sometería a Roma; Nisibis, ahora bajo dominio romano, se convertiría en el único conducto para el comercio entre Persia y Roma; y Roma controlaría las cinco satrapías ubicadas entre el Tigris y Armenia: Ingilene, Sophanene, Arzanene, Corduene, y Zabdicene. Dentro de estas regiones se ubicaba el paso del Tigris por el Antitauro, el paso de Bitlis, que representaba la ruta más rápida hacia el interior de la Armenia persa, y el acceso a la llanura Tur Abdin.
Una franja de tierra que contendría más adelante las fortalezas estratégicas de Amida (Diyarbakır, Turquía) y Bezabde pasó a estar bajo la ocupación militar romana. Gracias a estos territorios, Roma tendría una posición avanzada al norte de Ctesifonte, y podría frenar cualquier futuro avance de tropas persas en la región. Se dice que el Tigris se habría convertido en la frontera entre los dos imperios, pero el significado de esa afirmación no está claro, puesto que las satrapías comentadas anteriormente se ubican todas ellas a ese lado del río. Millar sugiere que las satrapías podrían haber estado sometidas a una cierta hegemonía romana, pero sin ocupación militar. Tras la paz, Tirídates recuperó su trono y sus derechos dinásticos y Roma aseguró una amplia zona de influencia, lo cual permitió en décadas posteriores una amplia difusión del cristianismo siríaco desde el centro de Nisibis, y la cristianización posterior de Armenia.

## Persecuciones religiosas

### Primeras persecuciones
A la conclusión de la guerra, Diocleciano y Galerio volvieron a Antioquía. En algún momento del año 299, los emperadores tomaron parte en una ceremonia de sacrificio y adivinación en la que, al parecer, los arúspices fueron incapaces de leer las entrañas de los animales sacrificados, y culparon a los cristianos de la corte imperial. Los emperadores ordenaron que todos los miembros de la corte realizaran un sacrificio para purificar el palacio. El emperador también envió cartas a los mandos militares en los que exigía que todo el ejército llevara a cabo los sacrificios requeridos bajo pena de ser licenciados. Diocleciano era conservador en cuestiones religiosas, un hombre fiel al tradicional panteón romano que entendía la necesidad de la purificación religiosa, pero Eusebio de Cesárea, Lactancio y Constantino afirman que era Galerio, y no Diocleciano, el principal impulsor de la purga, y su principal beneficiario. Galerio, que era todavía más devoto y apasionado que Diocleciano, veía una ventaja política en las persecuciones, y estaba deseando acabar con la política de inacción que se había mantenido sobre este tema.
Antioquía era la principal residencia de Diocleciano entre 299 y 302, mientras que Galerio sustituía el lugar de su Augusto en el medio y bajo Danubio. Visitó Egipto en una ocasión, durante el invierno de 301-2, para ocuparse del suministro de grano de Alejandría. Debido a una serie de disputas públicas con los maniqueos, Diocleciano ordenó que los líderes de los seguidores de Mani fueran quemados vivos junto con sus esculturas. El 31 de marzo de 302, según un escrito de Alejandría, declaró que los maniqueos de las clases más bajas debían ser ejecutados con la espada, mientras que los maniqueos de clases altas debían ser enviados a trabajar a las canteras del Proconeso o en las minas de Fenóno, al sur de Palestina. Todas las propiedades de los maniqueos debían ser confiscadas y depositadas en el tesoro imperial. Diocleciano encontró muchos motivos para condenar la religión maniquea: su novedad, sus orígenes foráneos, la manera en la que corrompía la moral romana, y su oposición inherente a las tradiciones religiosas antiguas. Además, y debido a que el maniqueísmo era apoyado por entonces en Persia, se añadían componentes políticos a los puramente religiosos o morales. Salvo por esta cuestión política, los motivos por los que condenaba el maniqueísmo eran igualmente aplicables, si no más, al cristianismo, que sería su siguiente objetivo.

### La gran persecución

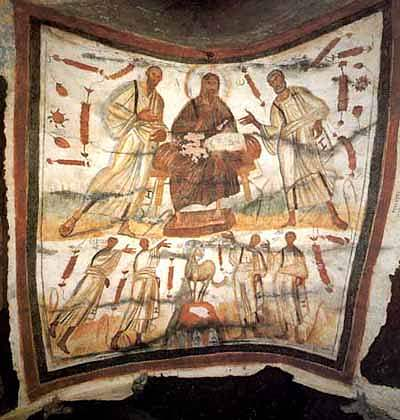
Catacumba de los santos Marcelino y Pedro en la Vía Labicana. En la imagen aparece Cristo entre san Pedro y san Pablo. A los lados aparecen los mártires Gorgonio, Pedro, Marcelino y Tiburcio.

Diocleciano volvió a Antioquía en el otoño de 302. Ordenó que al diácono Román de Antioquía le fuera amputada la lengua por desafiar la orden de las cortes e interrumpir los sacrificios oficiales. Román fue enviado a prisión, en donde fue ejecutado el 17 de noviembre de 303. Diocleciano partió de la ciudad en invierno, acompañado por Galerio, y se dirigió a Nicomedia. Según Lactancio, Diocleciano y Galerio discutieron sobre la política imperial hacia los cristianos durante ese invierno: Diocleciano argumentaba que bastaría con prohibir a los cristianos trabajar como funcionarios o en el ejército para recuperar el favor de los dioses, pero Galerio quería ir más allá, y defendía la exterminación. Los dos hombres acudieron a pedir consejo al oráculo de Apolo en Dídima, el cual contestó que «los justos sobre la tierra» dificultaban la habilidad de Apolo de aconsejar. El término «justos», según interpretaron miembros de la corte de Diocleciano, solo podía hacer referencia a los cristianos del Imperio, consiguiendo persuadir a Diocleciano para que accediera a las demandas de una persecución universal.
El 23 de febrero de 303 Diocleciano ordenó que la recién construida iglesia de Nicomedia fuera arrasada. Exigió que se quemaran sus escrituras y que se requisara todo lo de valor para el tesoro imperial. Al día siguiente Diocleciano promulgó su primer «Edicto contra los cristianos». En él, Diocleciano ordenó la destrucción de las escrituras cristianas y de sus lugares de culto a lo largo del Imperio, prohibiendo a los cristianos reunirse para celebrar los actos litúrgicos. Antes de acabar el mes de febrero, un incendio destruyó parte del palacio imperial y Galerio convenció a Diocleciano de que los culpables habían sido los cristianos, que habían conspirado junto con los eunucos de palacio. Se puso en marcha una investigación y se llevaron a cabo diversas ejecuciones, que se prolongaron al menos hasta el 24 de abril, fecha en la que fueron decapitadas seis personas entre las que se encontraba el obispo Antimo. Se produjo un segundo incendio dieciséis días después del primero, y Galerio partió de la ciudad hacia Roma, declarando que Nicomedia no era segura. Diocleciano le seguiría poco después.
Aunque se promulgaron edictos posteriores de persecución de los cristianos en los que se exigía el arresto del clero cristiano y reclamaban actos de sacrificio universales, estos edictos no tendrían un verdadero éxito. La mayoría de los cristianos escaparon a los castigos e incluso los paganos se mostraron, en general, contrarios a la persecución. Los sufrimientos de los nuevos mártires sirvieron además para propagar la religión. Constancio y Maximiano no aplicaron los edictos posteriores, permitiendo que los cristianos de occidente no fueran perseguidos. Galerio rescindió el edicto en 311, anunciando que la persecución había fracasado en su intento de traer a los cristianos de vuelta a la religión tradicional. Por otro lado, la apostasía temporal de algunos cristianos y la entrega de las escrituras durante la persecución tuvo un importante papel en la aparición del donatismo. Unos veinticinco años después del comienzo de las persecuciones el emperador Constantino I llegaría a ser el único emperador del Imperio y revertiría las consecuencias de los edictos retornando todas las propiedades confiscadas a los cristianos. Bajo el gobierno de Constantino el cristianismo se convertiría en la religión principal del imperio y Diocleciano acabaría siendo demonizado por sus sucesores cristianos: Lactancio daba a entender que la ascendencia de Diocleciano anunciaba el apocalipsis, y en la mitología serbia, Diocleciano es recordado como Dukljan, el adversario de Dios.

## Últimos años

### Enfermedad y abdicación
Diocleciano entró en la ciudad de Roma a comienzos del invierno de 303. El 20 de noviembre celebró con Maximiano el vigésimo aniversario de su reinado (vicennalia), el décimo aniversario de la tetrarquía (decennalia), y un triunfo por la guerra contra Persia. Diocleciano pronto se impacientó con la ciudad debido a que los romanos actuaban tomándose lo que Edward Gibbon, siguiendo a Lactancio, calificaba como una «licenciosa familiaridad» hacia él. El pueblo romano no se dirigía a él con la suficiente deferencia a su autoridad suprema; y esperaban que actuase como un gobernante aristocrático, no monárquico. El 20 de diciembre de 303, Diocleciano interrumpió abruptamente su estancia en Roma y partió hacia el norte. Ni siquiera llevó a cabo las ceremonias de investidura de su noveno consulado, sino que las hizo en Rávena el 1 de enero de 304. El Panegyrici Latini y un relato de Lactancio sugieren que Diocleciano hizo planes en Roma para su futura retirada y la de Maximiano del poder. Maximiano, según estos relatos, juró respetar el plan de Diocleciano en una ceremonia en el Templo de Júpiter.
Diocleciano partió desde Rávena hacia el Danubio. Ahí, posiblemente en compañía de Galerio, tomó parte en una campaña contra los carpianos. Contrajo una enfermedad leve durante la campaña, pero su condición física comenzó a empeorar rápidamente y eligió continuar el viaje en una litera. A finales del verano partió hacia Nicomedia y el 20 de noviembre apareció en público para la inauguración del circo que se había construido al lado del palacio. Se desvaneció poco después de las ceremonias y, durante el invierno de 304-305, se mantuvo recluido en su palacio todo el tiempo. Surgieron rumores acerca de la muerte de Diocleciano, en los que se sugería que se estaba ocultando el hecho hasta que Galerio pudiera llegar a la ciudad para asumir el poder, y el 13 de diciembre parece que todo el mundo había asumido su muerte. La ciudad se vistió de luto y solo lograron ponerle freno mediante una declaración pública de que el emperador estaba vivo. Cuando Diocleciano reapareció al fin en público, el 1 de marzo de 305, estaba demacrado y casi irreconocible.
Galerio llegó a la ciudad algo más tarde ese mismo mes. Según Lactancio, llegó armado y con planes de reconstituir la tetrarquía, forzando a Diocleciano a abdicar y colocar en la oficina imperial a las personas de su confianza. Lactancio también dice que había hecho lo mismo con Maximiano en Sirmium. El 1 de mayo de 305 Diocleciano convocó una asamblea de sus generales, las tropas que acompañaban al emperador, y representantes de las legiones más distantes. Se reunieron en la misma colina a las afueras de Nicomedia en la que Diocleciano había sido proclamado emperador. Delante de la estatua de Júpiter, su principal deidad, Diocleciano se dirigió a la multitud y con lágrimas en los ojos les explicó su debilidad, su necesidad de descanso y su deseo de renunciar. Declaró que necesitaba pasar el deber del imperio a alguien más fuerte. Con ello se convirtió en el primer emperador romano en abdicar voluntariamente.
La mayor parte de la multitud creía conocer lo que iba a pasar: Constantino y Majencio, los únicos hijos adultos de los emperadores reinantes, y hombres que se habían preparado largamente para suceder a sus padres, serían nombrados césares. Constantino había viajado a través de Palestina, a la derecha de Diocleciano, y estaba presente en el palacio de Nicomedia en 303 y 305 y es probable que Majencio recibiese el mismo tratamiento. Según el relato de Lactancio, cuando Diocleciano anunció que iba a abdicar toda la multitud se giró para mirar a Constantino. Sin embargo, eso no fue lo que sucedió: Severo y Maximino fueron nombrados césares. Maximino apareció y tomó las vestiduras de Diocleciano y, ese mismo día, Severo recibió las suyas de Maximiano en Milán. Constancio sucedió a Maximiano como Augusto occidental, pero Constantino y Majencio fueron completamente ignorados en la transición de poder. Esto no presagiaba nada bueno para la seguridad futura del sistema de la tetrarquía.

### Retiro y muerte
Diocleciano se retiró a Dalmacia, su tierra de origen. Se trasladó al palacio que había construido en la costa adriática, cerca del centro administrativo de Salona. Maximiano se retiró a las villas de Campania o Lucania. Sus nuevos hogares estaban lejos de la vida política, aunque Diocleciano y Maximiano estaban lo suficientemente cerca como para mantener un contacto regular entre ellos. Galerio asumió los fasces consulares en 308, con Diocleciano como colega. En el otoño de 308, Galerio conferenció de nuevo con Diocleciano en Carnuntum (Austria). Diocleciano y Maximiano estuvieron presentes el 11 de noviembre de 308 para ver el nombramiento de Licinio por Galerio como nuevo Augusto en lugar de Severo, que había muerto a manos de Majencio. Ordenó a Maximiano, que había intentado volver al poder tras su retiro, que se apartase permanentemente. En Carnuntum la gente rogó a Diocleciano que volviese al trono para resolver los conflictos que habían surgido a través de la llegada de Constantino al poder y la usurpación de Majencio, pero Diocleciano contestó: «Si pudieras mostrar la col que yo planté con mis propias manos a tu emperador, él probablemente no se atrevería a sugerir que yo reemplace la paz y felicidad de este lugar con las tormentas de la avaricia nunca satisfecha».
Vivió tres años más, dedicando sus días a los jardines de su palacio. Vio cómo su sistema tetrárquico colapsaba, roto por las ambiciones egoístas de sus sucesores. Tuvo conocimiento del tercer intento de Maximiano de reclamar el trono, de su suicidio obligado y de su posterior damnatio memoriae. En su propio palacio las estatuas y retratos de su antiguo compañero en el trono fueron destruidas. Finalmente, sumido en la depresión y la enfermedad, Diocleciano pudo haberse suicidado. Murió el 3 de diciembre de 311.

## Reformas

### Política e ideología

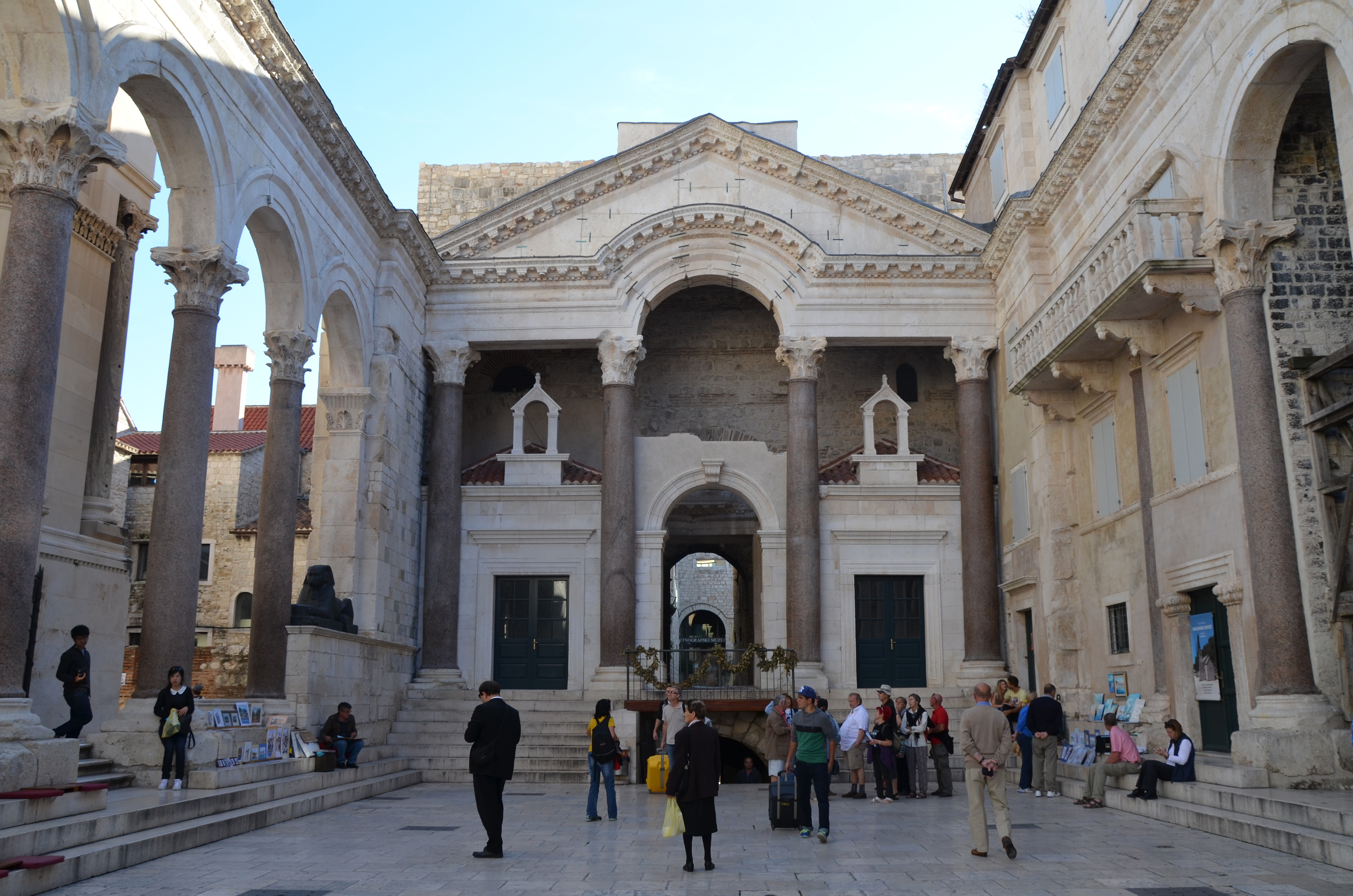
Estado actual del Palacio de Diocleciano (Split, Croacia).

Diocleciano se veía a sí mismo como un restaurador, una figura de autoridad cuyo deber era devolver el imperio a la paz, recrear la estabilidad y la justicia allí donde las hordas bárbaras las habían destruido. Se arrogó, reglamentó y centralizó la autoridad política a escala masiva. En sus políticas impuso un sistema imperial de valores sobre un pueblo provincial diverso y a menudo poco receptivo. Siguiendo con esa idea, en la propaganda imperial del periodo se pervierte la historia reciente y se minimizan los logros alcanzados para presentar a los tetrarcas como los verdaderos «restauradores». Los logros de Aureliano, por ejemplo, son ignorados, la revuelta de Carausio se traslada temporalmente al reinado de Galieno y se da a entender de forma implícita que los tetrarcas fueron los artífices de la derrota del Imperio de Palmira, que tuvo lugar realmente en tiempos de Aureliano. El periodo entre Galieno y Diocleciano queda completamente borrado, de manera que la historia del Imperio antes de la tetrarquía aparece reflejada como un tiempo de guerra civil, despotismo salvaje y colapso imperial. En aquellas inscripciones en las que aparecen sus nombres, Diocleciano y sus compañeros aparecen referidos como los «restauradores del mundo entero», hombres que tuvieron éxito en la «derrota de las naciones de los bárbaros, y en asegurar la tranquilidad de su mundo». Diocleciano también aparece como el «fundador de la paz eterna», y el argumento de la restauración se une al énfasis que se hace en los extraordinarios logros obtenidos por los propios tetrarcas.
Milán, Tréveris, Arlés, Sirmio, Serdica, Tesalónica, Nicomedia y Antioquía, las ciudades en donde los emperadores permanecieron más tiempo durante este periodo, se convirtieron en capitales alternativas, relegando a Roma y su élite senatorial. Se creó un nuevo estilo ceremonial en el que se enfatizaba la distinción del emperador del resto de sus súbditos. Los ideales cuasi-republicanos del primus inter pares de Augusto quedaron abandonados en un nuevo sistema en el que los únicos que podían considerarse comparables eran los propios tetrarcas. Diocleciano adoptó el uso de coronas de oro y joyas, y prohibió el uso de la púrpura imperial a todos salvo a los propios emperadores. Sus súbditos debían postrarse en su presencia (adoratio) y los más afortunados recibían permiso para besar el bajo de su túnica (proskynesis, προσκύνησις). Los circos y las basílicas fueron diseñados para mantener la cara del emperador siempre a la vista de todos, y siempre en el lugar de mayor autoridad. El emperador se convirtió en una figura de autoridad trascendente, un hombre por encima de todos los demás, y todas sus apariciones eran preparadas y calculadas para resaltarlo. Aunque este estilo de presentación no era nuevo (muchos de sus elementos ya se vieron en los reinados de Aureliano y Severo) en la época de los tetrarcas se refinó, creando un sistema explícito.

### Administración
En concordancia con su reforma política desde la ideología del republicanismo a la de la autocracia, el consejo asesor de Diocleciano, su consilium, fue diferente al de emperadores anteriores. Destruyó la ilusión que Augusto había creado siglos antes, en la que el gobierno imperial se presentaba como un trabajo cooperativo entre el emperador, el ejército y el Senado. En su lugar colocó una estructura realmente autocrática, un cambio que se terminaría reflejando en el propio nombre de la institución: se llamaría consistorium ('consistorio'), y no «consejo». Diocleciano estructuró su corte distinguiendo departamentos separados (scrina) para las distintas tareas. A partir de esta estructura surgieron los cargos de los distintos magistri, como la del Magister officiorum y los secretariados asociados. Se trataba de hombres preparados para gestionar las peticiones, requerimientos, correspondencia, asuntos legales y embajadas extranjeras. En su corte Diocleciano mantuvo un cuerpo permanente de asesores legales, hombres con significativa influencia en su reestructuración de los asuntos jurídicos. También hubo dos ministros de finanzas, uno de ellos encargado del tesoro público y otro de los dominios privados del emperador, y un prefecto del pretorio, el cargo más importante de todos ellos. La reducción que Diocleciano hizo de la Guardia Pretoriana, cuyo tamaño quedó reducido al nivel de una simple guarnición de una ciudad, implicó una reducción de los poderes militares del prefecto, pero el cargo mantuvo una gran autoridad de carácter civil. El prefecto tenía a su cargo a cientos de funcionarios y gestionaba asuntos en todas las áreas de gobierno: impuestos, administración, jurisprudencia, y pequeños asuntos militares. El prefecto del pretorio a menudo respondía solo frente al propio emperador.
Diocleciano incrementó enormemente el número de burócratas dirigidos por el gobierno. Lactancio llegó a decir que había ahora más personas usando el dinero de los impuestos que las que había pagándolos. El historiador Warren Treadgold estima que durante el gobierno de Diocleciano el número de funcionarios llegó a doblarse desde 15 000 hasta los 30 000, y Roger Bagnall, basándose en datos obtenidos por A. H. M. Jones, estimó que había un funcionario por cada 5000-10 000 habitantes. En comparación, el ratio en China en la época de la Dinastía Song era de un funcionario por cada 15 000 habitantes.
Para reducir la posibilidad del surgimiento de usurpadores locales al trono, para facilitar una recaudación de impuestos y de provisiones más eficiente y para ayudar a hacer cumplir la ley, Diocleciano dobló el número de provincias desde cincuenta hasta casi cien. Las provincias, a su vez, quedaron agrupadas en doce diócesis, cada una de ellas gobernada por un oficial llamado vicarius, que respondía frente al prefecto del pretorio. Alguna de las divisiones provinciales tuvo que ser dividida, por lo que fueron modificadas de nuevo o bien a comienzos de 293 o bien a comienzos del siglo IV. La propia Roma quedó fuera del sistema, y sería administrada por un Prefecto de la Ciudad de rango senatorial (el único puesto de prestigio con verdadero poder que seguía reservado a senadores).
Se facilitó la expansión de la ley imperial a las provincias durante esta época, puesto que la reforma de Diocleciano de la estructura imperial suponía que hubiese ahora un mayor número de gobernadores (praesides) gobernando sobre regiones y poblaciones más pequeñas. La principal función del gobernador sería ahora presidir los tribunales de primeras instancias: los vicarii y los gobernadores pasaban a ser los responsables de justicia y de impuestos, y surgía ahora una nueva clase de duces («duques»), que eran quienes retenían el mando militar, independientemente de las cuestiones civiles. Los duces en ocasiones administraban dos o tres nuevas provincias, y tenían a su mando ejércitos que variaban desde los 2000 hombres hasta más de 20 000. Por otro lado, además de su rol de jueces y de recaudadores de impuestos, los gobernadores debían mantener el servicio postal (cursus publicus) y asegurarse de que los consejos de las ciudades cumplían sus deberes.
Esta disminución de los poderes de los gobernadores como representantes imperiales pudo reducir el peligro político latente de la clase de delegados imperiales, aunque también limitó severamente la capacidad de los gobernadores para oponerse a las élites locales. En una ocasión Diocleciano tuvo que exhortar a un procónsul de África para que no temiese pisar sobre los dedos de los magnates locales de rango senatorial. Si un gobernador de rango senatorial sufría tantas presiones, es fácil imaginar las dificultades que afrontaban los meros praeses.

### Derecho

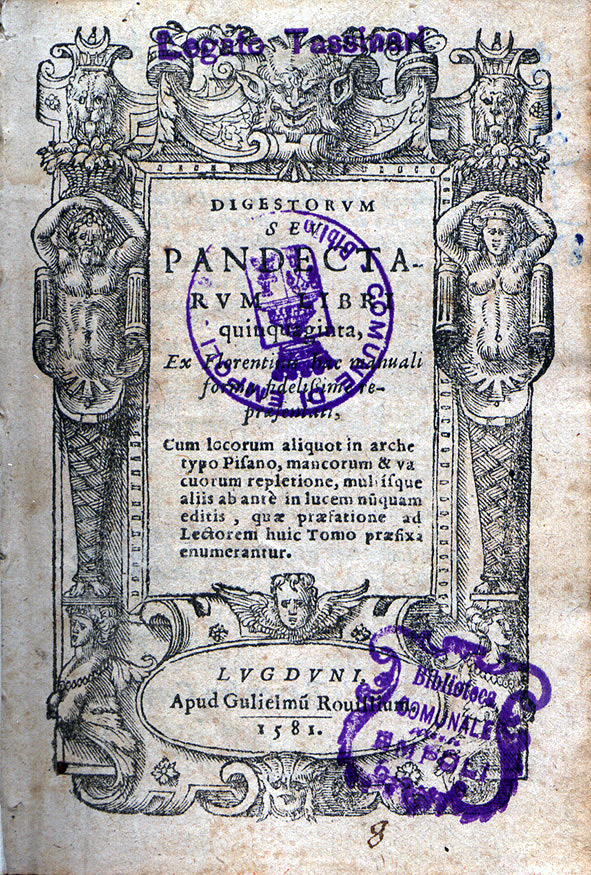
Reedición de 1581 del Digesto incluido en el Corpus Juris Civilis de Justiniano I (527-534). El Corpus utilizó los códigos de Gregorio y de Hermogeniano, escritos y publicados bajo el reinado de Diocleciano.

Al igual que muchos otros emperadores, gran parte de la rutina diaria de Diocleciano giraba alrededor de los asuntos legales: responder a las apelaciones y peticiones y emitir dictámenes sobre cuestiones problemáticas. Este tipo de actividades interpretativas eran uno de los deberes habituales de los emperadores de los siglos II y III. Diocleciano tenía una gran cantidad de trabajo de ese tipo, y no podía delegarlo sin que pareciese que caía en la dejadez en sus deberes de emperador. Los prefectos del pretorio Afranio Anibaliano, Julio Asclepiodoto y Aurelio Hermogeniano le ayudaron en el trabajo de regulación y presentación de este trabajo, si bien el legalismo imperante en la sociedad romana seguía haciendo que la carga de trabajo fuese muy elevada. Los emperadores de los cuarenta años anteriores no habían conseguido llevar a cabo estos deberes de forma tan efectiva, y el número de dictámenes jurídicos que emitieron fue reducido. Diocleciano, por el contrario, hizo una labor prodigiosa: existen alrededor de 1200 dictámenes emitidos en su nombre que han sobrevivido hasta nuestros días, y éstos probablemente representan solo un pequeño porcentaje del total. El gran incremento en el número de edictos y resoluciones emitidas bajo su reinado se ha querido interpretar como un hecho que evidencia el esfuerzo gubernamental por alinear el funcionamiento del imperio según las normas dictadas desde el centro imperial.
Bajo la dirección de los juristas Gregorio, Aurelio Arcadio Carisio y Hermogeniano, el gobierno imperial comenzó a publicar libros oficiales de jurisprudencia, en los que se reunían y listaban todas las decisiones que se habían dictado desde el reinado de Adriano (117-138) hasta el de Diocleciano. El Código Gregoriano incluye dictámenes hasta el año 292, y el Código Hermogeniano lo complementa con una colección de las decisiones emitidas por Diocleciano en 293 y 294. Aunque el simple acto de la codificación era una innovación radical para el Derecho romano, que históricamente se había basado en el estudio de casos particulares, los propios juristas fueron generalmente conservadores, y se basaban constantemente en las decisiones anteriores para obtener las teorías generales. Los compiladores posteriores del Código Teodosiano (438) y del Código de Justiniano probablemente tendrían más libertad para llegar a conclusiones jurídicas diferentes. Por otro lado, los Códigos Gregoriano y Hermogeniano no tienen la rígida estructura de los posteriores, y no se publicaron en nombre del emperador, sino en el de los propios compiladores.
Tras su reforma de las provincias, los gobernadores comenzaron a denominarse iudex, o juez. El gobernador se convierte en el responsable de las decisiones que se toman bajo su mando, siendo el mando oficial más alejado del emperador. Es muy probable que por esta época los registros judiciales comenzasen a ser relatos escritos de lo que se había dicho en el juicio, de forma que fuese más fácil para un superior determinar si había habido algún sesgo o conducta impropia por parte del gobernador en sus funciones. Con estos registros y el derecho universal de los ciudadanos del imperio a la apelación, las autoridades imperiales probablemente tenían una gran cantidad de poder para obligar a que los jueces cumplieran sus obligaciones honestamente. A pesar de los intentos de reforma de Diocleciano, la reestructuración provincial estaba lejos de estar clara, especialmente en lo referente al derecho de apelación de los ciudadanos frente a las decisiones de sus gobernadores. Los procónsules, por ejemplo, a menudo eran jueces tanto de primera instancia como de apelación, y los gobernadores de algunas provincias se encargaban de apelaciones de casos de sus vecinos. Pronto resultó imposible evitar llevar algunos casos frente al propio emperador para su arbitraje o juicio.
El gobierno de Diocleciano marca el final del periodo clásico del Derecho romano. Mientras que el sistema de Diocleciano todavía muestra una adhesión a la tradición clásica, la legislación de Constantino estaría completamente influenciada por tendencias jurídicas griegas y orientales.

### Ejército
Las reformas militares estuvieron encaminadas principalmente a evitar la concentración de tropas bajo un mismo mando, con el fin de evitar posibles sublevaciones. Se desplegaron tropas en gran cantidad de provincias, al mando de duces (duques), oficiales ecuestres. Además, y como ya se ha mencionado, Diocleciano separó el poder político del militar, privando a los gobernadores provinciales de cualquier tipo de mando sobre las tropas.
Lactancio criticó a Diocleciano por provocar lo que él consideraba un incremento excesivo de los efectivos del ejército, declarando que «cada uno de los cuatro [tetrarcas] intentaba tener un número mucho más grande de tropas que las que habían tenido emperadores anteriores cuando gobernaban el estado en solitario». Zósimo (pagano del siglo V) alababa por el contrario a Diocleciano por haber mantenido a los ejércitos en las fronteras en lugar de mantenerlos en las ciudades, como decía que hizo Constantino. Ambos puntos de vista tenían parte de verdad, a pesar de los indudables sesgos de sus autores: Diocleciano y los tetrarcas incrementaron enormemente el ejército, y ese crecimiento se produjo principalmente en las regiones fronterizas, aunque es difícil establecer los detalles precisos de estos movimientos dada la escasa información de las fuentes. El ejército se expandió hasta unos 580 000 soldados cuando en el año 285 las cifras eran de unos 390 000. El crecimiento fue menor en el este, en donde el crecimiento fue de 250 000 a 310 000, de los cuales la mayoría servían en las fronteras con Persia. Las fuerzas navales se incrementaron aproximadamente desde unos 45 000 hombres hasta 65 000.
Durante esta época, Diocleciano impuso dos modos de reclutamiento: Por un lado, ser soldado del ejército se convirtió, por la fuerza, en un oficio hereditario con la finalidad de asegurar al estado la continuidad de las tropas. Por otro, cada comunidad asumió la obligación de proporcionar un número determinado de soldados al estado. De lo contrario ésta debía pagar un impuesto dirigido a poder financiar la compra de mercenarios bárbaros del limes. Además, Diocleciano creó las limitanei (tropas situadas a lo largo del limes) y las comitatenses (tropas muy rápidas y ágiles situadas en las cuatro capitales del imperio para asistir a los conflictos que puedan surgir por los alrededores. Así pues, estas tropas estaban destinadas a velar por la seguridad de cada capital).
El incremento del ejército y del funcionariado supuso, lógicamente, un incremento en el gasto público que debía financiarse mediante impuestos. Dado que el mantenimiento del ejército absorbía la mayor parte del presupuesto imperial, cualquier reforma en esta área era especialmente costosa. La proporción de la población masculina adulta dedicada al servicio en el ejército se incrementó aproximadamente de 1 de cada 25 hombres hasta 1 de cada 15, incremento considerado excesivo por algunos comentaristas modernos. Los salarios se mantuvieron en niveles bajos, y grupos importantes de soldados recurrieron a menudo a la extorsión o a la compatibilización de sus labores en el ejército con otros trabajos de carácter civil. Algunas tropas llegaron incluso a recibir pagos en especie en lugar de sus salarios. A la vista de los problemas para mantener este ejército tan incrementado, y para evitar un conflicto civil, Diocleciano tuvo necesidad de crear un nuevo sistema impositivo.
En cuanto a las estructuras militares, es difícil distinguir arqueológicamente las fortificaciones de Diocleciano de aquellas de sus sucesores o de sus predecesores. Lo máximo que puede determinarse sobre las estructuras que se construyeron bajo el reinado de Diocleciano es que reconstruyó y fortaleció los fuertes de la frontera de la parte alta del Rin, en donde continuó los trabajos que se habían realizado durante el reinado de Probo, en Egipto y en la frontera con Persia. Más allá de eso, gran parte de las discusiones son especulativas, y se basan en una amplia generalización de lo expuesto en las fuentes escritas. Diocleciano y los demás tetrarcas carecieron de un programa consistente para el avance de las fronteras, y los registros de las construcciones en las fronteras probablemente hacen referencia a casos y necesidades concretas. La Strata Diocletiana, línea fortificada que se extendía desde el Éufrates a Palmira y el noreste de Arabia, es el sistema fronterizo clásico de Diocleciano, consistente en una carretera exterior seguida por fuertes espaciados y de más fortificaciones en la retaguardia. En un intento de resolver la dificultad que entrañaba la lentitud en el envío de órdenes hasta la frontera, las nuevas capitales de la tetrarquía se colocaron todas mucho más cerca de las fronteras del imperio: Trier estaba ubicada en el Rin, Sirmium y Serdica estaban cerca del Danubio, Tesalónica estaba en la ruta hacia oriente, y Nicomedia y Antioquía eran puntos importantes en cuanto a las relaciones con Persia.

### Reformas económicas

#### Reforma impositiva
Como se ha visto anteriormente, el ejército en la tetrarquía se incrementó enormemente con respecto al pasado, y esto requería un enorme gasto al que también había que sumar el del gran incremento de funcionarios a lo largo de esa época. Las reformas más importantes que Diocleciano impulsó en el ámbito económico hacen referencia al establecimiento de un nuevo sistema fiscal basado en dos impuestos tradicionales. El iugatio-capitatio gravaba tanto tierras —ager— (el impuesto se basaba en las leyes Licinio Sextias y determinaba una cierta cantidad de pago según los iugera —patrón para medir la tierra— que poseyera cada terrateniente caput/capitatio) como personas (capitatio humana) y animales (capitatio animalium).
Para que resultaran efectivas las reformas fiscales hacía falta, en primer lugar, que nadie se escapara de pagar los impuestos, razón por la que estableció, también, una revisión fiscal periódica actualizando los censos de población y los catastros de tierras. Diocleciano vinculó este nuevo sistema impositivo basado en el número de cabezas (capita) y la tierra (iuga) a un nuevo censo regular de la población y de la riqueza del imperio. Los oficiales del censo viajaban por todo el imperio, calculaban el valor del trabajo y de la tierra de cada terrateniente, y calculaban los valores totales de las ciudades en cuanto a capita y a iuga. El iugum no era una medida exacta de tierra, sino que variaba de acuerdo con el tipo de la tierra y el cultivo, así como de la cantidad necesaria de trabajo para su mantenimiento. El caput tampoco era una medida exacta: las mujeres, por ejemplo, entraban en el cálculo como medio caput, y a veces bajo otros valores.
La ciudad debía proporcionar animales, dinero y mano de obra en proporción de su capita, y grano en proporción de su iuga. Diocleciano se preocupó de que cada hombre pagara una cantidad de impuestos según sus posibilidades económicas y en función de edad, sexo, provincia, posesión de ganado, etc. Del mismo modo, también se estableció una distinción entre los propietarios de tierras según su nivel de fertilidad, su extensión, el tipo de cultivo, etc.
La mayoría de los impuestos se devengaban el 1 de septiembre, y eran recaudados de los terratenientes por un cargo administrativo conocido como decurión. Estos decuriones, análogos a concejales de las ciudades, eran responsables del pago de los impuestos de su propio bolsillo en el caso de que no tuviesen éxito recaudándolo de la población. Las reformas de Diocleciano también incrementaron el número de cargos financieros en las provincias: aparecen más rationales y magistri privatae durante el reinado de Diocleciano que anteriormente. Estos cargos gestionaban las propiedades imperiales y supervisaban la recolección de los ingresos. En un principio, la capitatio estaba destinada a ser pagada en moneda (al contrario que la iugatio, que debía ser entregada en especie), pero el mal momento hizo que al fin y al cabo se pagara todo en especie, pero no tenía por qué ser siempre así. A pesar de la inestabilidad de la moneda, la mayoría de impuestos podían recolectarse en dinero, aunque el cambio se modificaba para tener en cuenta la inflación. En 296, Diocleciano promulgó un edicto reformando los procedimientos del censo: Introdujo un censo quinquenal general para todo el imperio, reemplazando los censos anteriores y que habían operado con distintas periodicidades a lo largo del imperio. Los nuevos censos se encargarían de registrar los cambios de los valores de capita y de iuga.
Con la finalidad de asegurar un sistema impositivo igualitario la provincia de Italia, que tradicionalmente había estado exenta del pago de impuestos, perdió dicha exención. Desde los años 290/291 en adelante, la mayor parte de Italia debería pagar el mismo nivel de impuestos que otras provincias. La prefectura de la propia ciudad de Roma y la diócesis que la rodeaba (en donde los senadores mantenían la gran parte de sus propiedades inmobiliarias) se mantuvo, no obstante, exenta de impuestos.
Los edictos fiscales de Diocleciano también enfatizaron la responsabilidad solidaria de los obligados tributarios. Los registros públicos de los impuestos se crearon para incrementar la transparencia de la recaudación, de modo que los contribuyentes pudieran conocer con exactitud cuánto habían pagado sus vecinos. La figura del decurión había sido hasta entonces un cargo honorífico que muchos aristócratas adinerados intentaban conseguir, pero a raíz de las reformas de Diocleciano se convirtió en un cargo mucho más riguroso, que podía llevar a la quiebra en el caso de una importante caída en las cifras de producción. Por otra parte, Diocleciano también introdujo en las poblaciones la obligación comunitaria de pagar los impuestos: el consortium. Con esto, si un individuo de una comunidad abandonaba y se marchaba a un latifundio para no tener que pagar los duros impuestos, los que se quedaban allí tenían que abonar la parte del otro haciendo de las recaudaciones una carga cada vez más insoportable. Por eso se estableció, también, el munnera (impuesto en trabajo público), para aquellos que ya no podían pagar de otro modo.
El pueblo romano, acostumbrado históricamente a una recolección de impuestos irregular e inefectiva, tuvo que pasar un incómodo periodo de ajuste al nuevo sistema. Sin embargo, incluso las clases más bajas eran capaces de pagar su parte. Los beneficios del nuevo sistema eran claros: los impuestos eran predecibles, regulares y justos, y la población vivía sin miedo. Los ciudadanos del siglo IV que pagaban sus impuestos, seguros tras las fronteras establecidas, no debían temer la ocupación extranjera.

#### Reforma monetaria

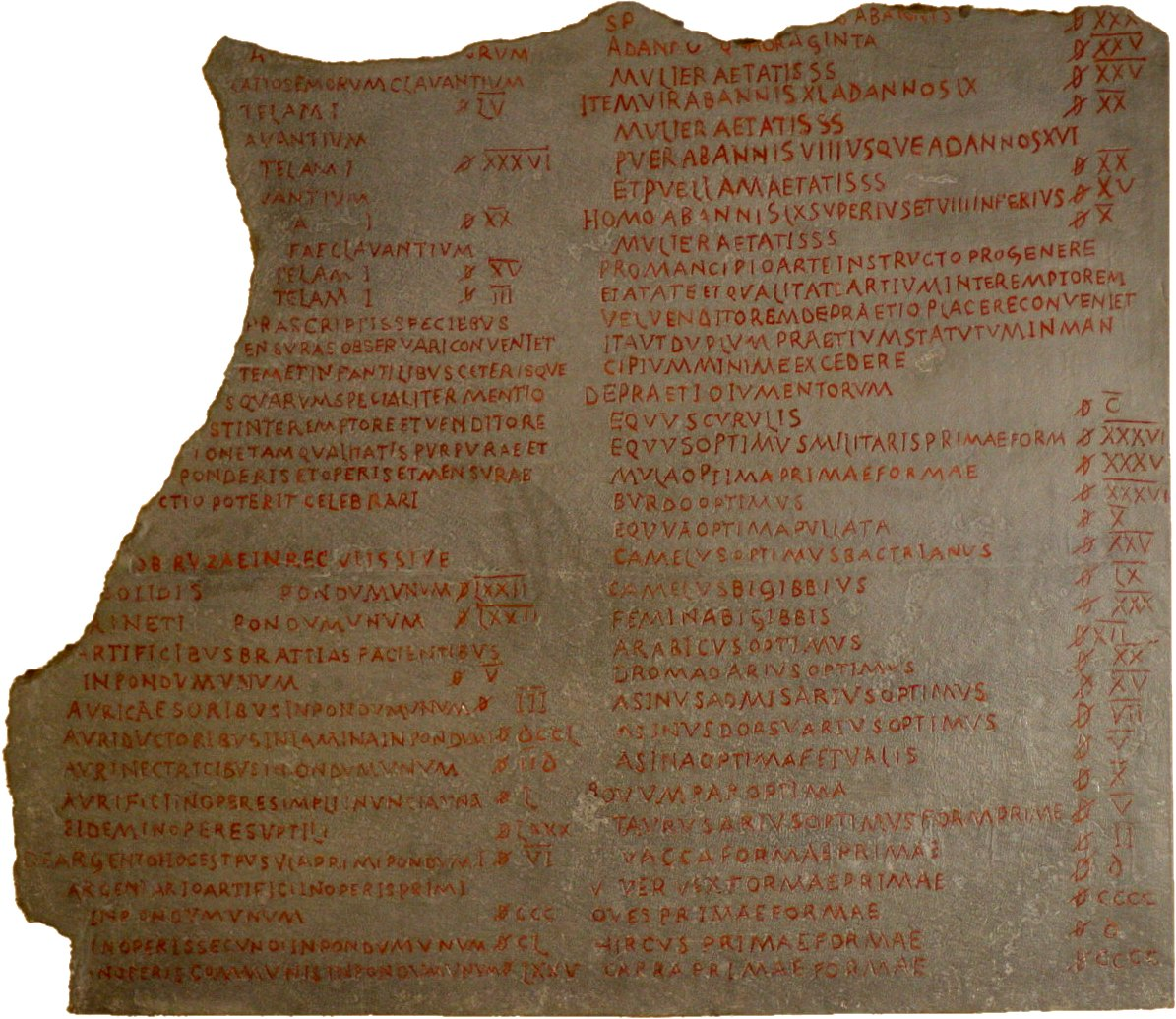
Fragmento del Edicto sobre Precios Máximos de Diocleciano (año 301).

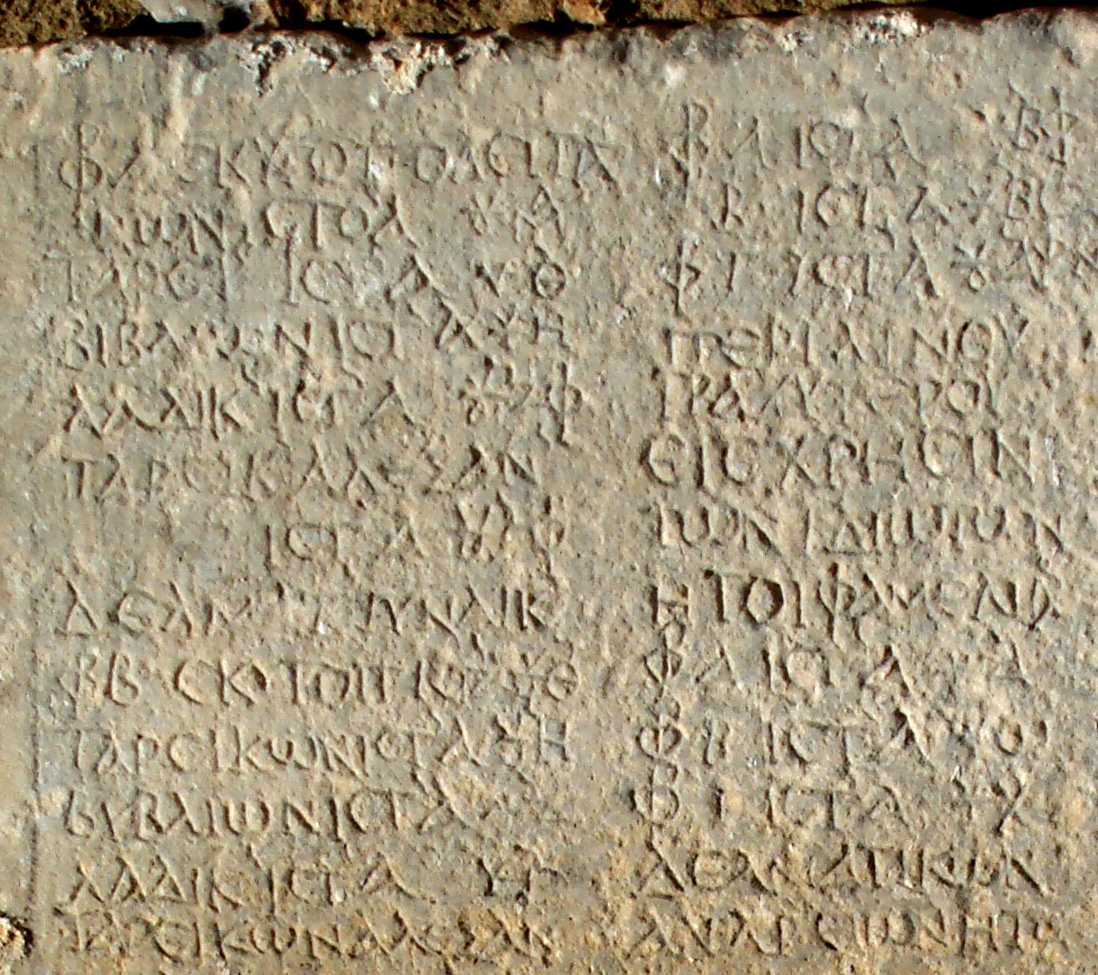
Parte del edicto de precios en griego, Geraki, Grecia.

A comienzos de la década de los años 280, las fuerzas del mercado habían creado un tipo de cambio estable entre el oro y el antoniniano de cobre, que más o menos estabilizaba los precios de los suministros básicos. El antoniniano, que se había convertido en la moneda estándar, suponía, sin embargo, un problema: A pesar de los intentos de eliminar la dependencia del estado de la moneda acuñada convirtiendo los impuestos gubernamentales y los salarios en pagos en especie, el dinero metálico seguía estando en amplia circulación. Tras un periodo de reinflación, Diocleciano comenzó una reforma más global del sistema monetario en el año 293. El nuevo sistema estaba formado por cinco monedas: el aureus/solidus, una moneda de oro que pesaba, como sus predecesoras, un sexto de una libra; el argenteus, moneda que pesaba un noventaiseisavo de una libra y que contenía un 95 % de plata; el follis, conocida en ocasiones como laureatus A, que era una moneda de cobre con plata añadida; el radiatus, pequeña moneda de cobre sin plata añadida; y una moneda conocida hoy en día como laureatus B, una moneda de cobre más pequeña y cuyo peso se fijaba en un cientonoventaydosavo de una libra. Dado que los valores nominales de estas nuevas emisiones eran menores a su valor intrínseco, el estado estaba acuñando las monedas a pérdida. Esta práctica solo podía mantenerse requisando metales preciosos a los ciudadanos para intercambiarlos por moneda oficial (de mucho menor valor que el que tenían los metales preciosos requisados).
Para el año 301, sin embargo, el sistema volvía a sufrir problemas ante un nuevo resurgimiento de la inflación. Diocleciano emitió un nuevo Edicto sobre la Moneda, una ley que tarifaba todas las deudas de modo que el nummi, la moneda en circulación más común, quedaba devaluada a la mitad. En este edicto, que se preserva en una inscripción en la ciudad de Afrodisias, en Caria (actual Turquía), se declara que todas las deudas contraídas antes del 1 de septiembre de 301 debían ser pagadas de acuerdo con los valores antiguos, mientras que las deudas contraídas después de esa fecha debían pagarse bajo los nuevos valores monetarios. Parece que el edicto pretendía preservar el precio del oro y basar el valor de la moneda imperial en la plata, el principal metal romano y en el que basaba tradicionalmente su acuñación de moneda. Sin embargo, el edicto amenazaba con incrementar las tendencias inflacionistas, como había pasado anteriormente en las reformas monetarias de Aureliano, y pronto el gobierno de la tetrarquía no vio mejor solución que decretar formalmente diversas congelaciones de precios.
El Edicto sobre Precios Máximos (Edictum De Pretiis Rerum Venalium) se promulgó dos o tres meses después del Edicto sobre la Moneda, en algún momento entre el 20 de noviembre y el 10 de diciembre de 301. El texto del edicto ha llegado hasta nuestros días a través de muchas versiones, en materiales tan diversos como la madera, el papiro o la piedra, siendo la versión mejor preservada la de una inscripción en latín encontrada en la parte oriental de Grecia. En el edicto, Diocleciano culpa de la crisis monetaria a la incontrolada avaricia de los mercaderes, que había llevado a la confusión de los mercados y del resto de los ciudadanos. El lenguaje del edicto hace un llamamiento al pueblo para que piense en la memoria de sus líderes benevolentes y les exhorta a hacer cumplir lo dispuesto en el edicto, restaurando la perfección en el mundo. El edicto continúa listando más de mil bienes de consumo, adjuntando el precio máximo que no debe superarse en cada uno de ellos. Se interponen diversas sanciones por los incumplimientos del edicto.
Básicamente, el edicto ignoraba la existencia de la ley de la oferta y la demanda: no tenía en cuenta el hecho de que los precios de los productos podían variar de una región a otra en función de su disponibilidad, e ignoraba el impacto que los costes de transporte podían tener en el precio final. Según el historiador David Stone Potter, el edicto era «un acto de locura económica». Continuaron la inflación, la especulación y la inestabilidad monetaria, y el mercado negro creció para acoger la comercialización de los productos que, por cuestión de precio, habían quedado fuera de los mercados oficiales. Las sanciones del edicto se aplicaron de forma poco uniforme en el territorio del imperio, e incluso algunos historiadores creen que solo se llegaron a aplicar en los territorios controlados directamente por Diocleciano. Hubo tan gran resistencia que el edicto dejó finalmente de aplicarse, probablemente al año de su promulgación.
Lactancio escribió sobre las perversiones que ocurrieron a propósito del edicto: bienes que quedaron excluidos del mercado, peleas sobre variaciones de precios en cuestión de minutos, muertes por aplicación de las normas del edicto, etc. Sin embargo, y aunque su relato pueda ser cierto, los historiadores modernos consideran que es probable que sea exagerado e hiperbólico, sobre todo teniendo en cuenta que el impacto de esta ley no aparece en ninguna otra fuente antigua.

## Legado
El historiador A. H. M. Jones consideró que «probablemente el principal logro de Diocleciano fue gobernar durante veintiún años y abdicar de forma voluntaria, pasando el resto de sus días en un retiro pacífico». Diocleciano fue uno de los pocos emperadores de los siglos III y IV que murió de forma natural, y el primero en la historia del imperio en retirarse de manera voluntaria. Una vez retirado, sin embargo, su sistema tetrárquico colapsó. Sin la guía de Diocleciano el imperio estalló en frecuentes guerras civiles y solo en el año 324, cuando Constantino emergió como triunfador, volvió la estabilidad. Bajo el nuevo imperio de Constantino, y con el cambio de rumbo en la religión estatal, Diocleciano acabaría siendo demonizado. Sin embargo, el propio gobierno de Constantino sirvió para validar los logros de su antecesor y del principio autocrático que representaba: las fronteras permanecieron seguras a pesar del gran gasto de Constantino en el ejército durante las guerras civiles, la transformación burocrática del gobierno romano se completó, y Constantino tomó los actos ceremoniales de Diocleciano para su corte, haciéndolos incluso más extravagantes.
Constantino ignoró aquellas partes del gobierno de Diocleciano que no encajaban en sus planes. La política monetaria de Diocleciano basada en la estabilidad de la plata quedó abandonada, y fue sustituida por una moneda basada principalmente en el solidus de oro. El paganismo de Diocleciano fue repudiado en favor de un cristianismo apoyado por el imperio, y sus controles de precios se ignoraron. Sin embargo, incluso la nueva religión sería atada a la estructura del estado de un modo autocrático, y Constantino alegaría tener una relación tan cercana al dios cristiano como la que Diocleciano mantenía tener con el dios Júpiter. El sistema impositivo de Diocleciano fue mantenido y estrechado.
Con todo, y ayudado por la nueva maquinaria burocrática estatal creada por Diocleciano, el Imperio romano de Oriente sobreviviría durante más de mil años después de su muerte.

## Tratamiento oficial
- Desde el 20 de noviembre de 284: imperator caesar gaivs avrelivs valerivs diocletianvs avgvstvs
- A partir del 1 de mayo de 305: senior avgvstvs, pater imperatorvm et caesarvm
- A su muerte: divvs diocletianvs

## Citas
Los Capítulos de The Cambridge Ancient History. Volumen XII: The Crisis of Empire. Aparecen referenciados mediante la abreviatura (CAH).
1. 1 2 3  Barnes, 1982, p. 4.
2. 1 2  Barnes, 1982, p. 4. Para el título imperial completo véase:Barnes, 1982, pp. 17-29.
3. 1 2 3  Barnes, 1982, pp. 30, 46.
4. 1 2 3 4 5  Bowman, 2005, p. 68.
5. 1 2 3  Barnes, 1982, pp. 31-32.
6. 1 2 3  Barnes, 1973, pp. 32-35.
7. ↑  Montes, Armando (20 de noviembre de 2023). «Efemérides de hoy: qué se celebra este 20 de noviembre». Infobae. Archivado desde el original el 24 de noviembre de 2024. Consultado el 24 de noviembre de 2024.
8. ↑  Aurelius Victor 39.1.
9. ↑  Cambi, Nenad (2012). «Tetrarchic Practice in Name Giving».  En Demandt, Goltz, Schlange-Schöningen, ed. Diokletian und die Tetrarchie 98. Walter de Gruyter. pp. 38-45. ISBN 9783110914603.
10. ↑  Barnes, 1982, p. 30.
11. ↑  Williams, 1997, pp. 237-238.
12. ↑  Rees, 2004, p. 86. «We do not even know when he was born...» («No sabemos si quiera cuándo nació...»)
13. 1 2 3 4 5 6  Barnes, 1981, p. 4.
14. ↑  Williams, 1997, pp. 22-23.
15. 1 2 3 4 5 6 7 8 9 10 11 12  Potter, 2005, p. 280.
16. ↑  Wilkes, John J. (1992). The Illyrians (en inglés). Oxford: Blackwell Publishing. p. 263. ISBN 0-631-19807-5. Archivado desde el original el 19 de marzo de 2023. Consultado el 17 de septiembre de 2021.
17. 1 2 3  Williams, 1997, p. 26.
18. ↑  Zonaras, 12.31; Southern, 331.
19. ↑  Mathisen, 1997.
20. ↑  SHA, Vita Carini 14-15.
21. ↑  «Diocletian | Biography, Empire, Definition, Persecution, & Reign | Britannica». www.britannica.com (en inglés). 1 de enero de 2025. Consultado el 7 de febrero de 2025.
22. ↑  Williams, Stephen (10 de diciembre de 1996). Diocletian and the Roman Recovery (en inglés) (0 edición). Routledge. ISBN 978-1-136-61193-3. doi:10.4324/9780203461037. Consultado el 7 de febrero de 2025.
23. ↑  Cavazzi, Franco (16 de diciembre de 2021). «Emperor Carus | The Roman Empire» (en inglés estadounidense). Consultado el 7 de febrero de 2025.
24. 1 2  Southern, 2001, p. 133.
25. 1 2 3 4 5  Leadbetter, 2001b.
26. ↑  Potter, 2005, p. 279.
27. ↑  Codex Justinianus 5.52.2.
28. ↑  Williams, 1997, p. 35.
29. ↑  Odahl, 2004, p. 39.
30. ↑  ««Breviario» de Eutropio en español: libro noveno ⋆ ACADEMIALATIN.com». ACADEMIALATIN.com. Consultado el 7 de febrero de 2025.
31. ↑  «Epitome De Caesaribus: text - IntraText CT». www.intratext.com. Consultado el 7 de febrero de 2025.
32. ↑  Williams, 1997, pp. 35-36.
33. 1 2  Barnes, 1981, pp. 4-5.
34. ↑  Williams, 1997, pp. 36-37.
35. 1 2  Odahl, 2004, pp. 39-40.
36. 1 2 3  Williams, 1997, p. 37.
37. ↑  SHA, Vita Cari 13, citado por Averil Cameron, The Later Roman Empire (Glasgow: Fontana, 1993), 31.
38. ↑  Corcoran, 2006, p. 39.
39. ↑  Barnes, 1982, p. 31.
40. ↑  Bowman, 2005, pp. 68-69.
41. 1 2  Southern, 2001, p. 134.
42. ↑  Nombre completo, L. Caesonius Ovinius Manlius Rufinianus Bassus.
43. 1 2 3 4 5 6 7 8 9 10 11  Barnes, 1981, p. 5.
44. 1 2 3 4 5 6 7 8 9 10 11 12 13 14  Bowman, 2005, p. 69.
45. 1 2 3 4  Williams, 1997, p. 38.
46. 1 2  Southern, 2001, pp. 134-135.
47. 1 2 3 4 5  Leadbetter, 2001c.
48. ↑  Banchich, 1998.
49. 1 2 3  Southern, 2001, p. 135.
50. 1 2  Odahl, 2004, p. 40.
51. ↑  Williams, 1997, pp. 37-38.
52. 1 2  Barnes, 1982, p. 50.
53. ↑  Barnes, 1981, pp. 5, 287.
54. ↑  Roman Imperial Coinage 5.2.241 no. 203-04.
55. 1 2  Williams, 1997, p. 41.
56. ↑  Aurelius Victor, De Cesaribus, 37.5, citado en Carrié y Rousselle, 1996, p. 654.
57. ↑  Southern, 2001, pp. 135, 331.
58. 1 2 3  Potter, 2005, p. 281.
59. ↑  Barnes, 1982, p. 113.
60. 1 2 3  Barnes, 1981, pp. 5-6.
61. ↑  Williams, 1997, pp. 41-42.
62. ↑  Aurelius Victor, 39.15, citado por Leadbetter, 2001c.
63. 1 2  Barnes, 1975, p. 46.
64. 1 2 3 4 5 6 7 8 9  Corcoran, 2006, p. 40.
65. 1 2 3 4 5 6 7 8 9 10  Barnes, 1981, p. 6.
66. 1 2 3 4  Southern, 2001, p. 136.
67. 1 2  Potter, 2005, pp. 280-281.
68. ↑  Williams, 1997, pp. 43-45.
69. ↑  Williams, 1997, pp. 48-49.
70. ↑  Williams, 1997, p. 43.
71. ↑  Williams, 1997, p. 45.
72. ↑  Odahl, 2004, pp. 42-43.
73. 1 2 3  Bowman, 2005, pp. 70-71.
74. 1 2  Williams, 1997, pp. 58-59.
75. ↑  Odahl, 2004, pp. 43-44.
76. ↑  Liebeschuetz, 1979, pp. 235-252, 240-243.
77. ↑  Barnes, 1981, pp. 11-12.
78. ↑  Williams, 1997, p. 58.
79. ↑  Southern, 2001, pp. 136-137.
80. ↑  Odahl, 2004, p. 43.
81. ↑  Barnes, 1981, p. 11.
82. ↑  Cascio, "The New State of Diocletian and Constantine" (CAH), 172.
83. ↑  Cascio, "The New State of Diocletian and Constantine" (CAH), 171.
84. ↑  Southern, 2001, p. 137.
85. ↑  Codex Justinianus 4.48.5; Fragmenta Vaticana 297.
86. 1 2 3  Williams, 1997, p. 52.
87. 1 2 3 4 5 6  Southern, 2001, p. 143.
88. 1 2  Potter, 2005, pp. 281, 649.
89. ↑  Fragmenta Vaticana 275.
90. ↑  Panegyrici Latini 8(5)21.1.
91. ↑  Barnes, 1982, pp. 50-51.
92. ↑  Codex Justinianus 4.10.3; 1.51.1; 5.17.3.
93. ↑  Bereishis Rabbah, Ed. Vilna, Parashas Toledos 63:8.
94. ↑  Millar, 1993, p. 177.
95. ↑  Southern, 2001, p. 242.
96. 1 2  Barnes, 1982, p. 51.
97. 1 2 3  Bowman, 2005, p. 73.
98. ↑  Potter, 2005, pp. 292, 651.
99. ↑  Southern, 2001, pp. 242, 360-361.
100. ↑  Millar, 1993, pp. 180-181.
101. 1 2 3  Barnes, 1981, pp. 6-7.
102. ↑  Williams, 1997, pp. 45-47.
103. ↑  Potter, 2005, pp. 283-284.
104. ↑  Southern, 2001, pp. 137-141.
105. 1 2  Williams, 1997, pp. 47-48.
106. 1 2 3 4  Potter, 2005, p. 282.
107. 1 2 3  Southern, 2001, pp. 141-142.
108. 1 2  Southern, 2001, p. 142.
109. ↑  De Caesaribus 39.17.
110. ↑  Following BGU 4.1090.34.
111. 1 2 3  Barnes, 1981, p. 7.
112. ↑  Williams, 1997, p. 48.
113. ↑  Bleckmann.
114. ↑  Potter, 2005, p. 649.
115. ↑  Williams, 1997, p. 49.
116. ↑  Southern, 2001, p. 140.
117. ↑  Bowman, 2005, p. 71.
118. ↑  Williams, 1997, p. 50.
119. ↑  Southern, 2001, pp. 142-143.
120. ↑  Rees, 2002, p. 31.
121. ↑  Barnes, 1982, p. 255.
122. 1 2  Southern, 2001, p. 144.
123. 1 2 3 4  Potter, 2005, p. 285.
124. ↑  Williams, 1997, p. 63.
125. ↑  Williams, 1997, p. 78.
126. ↑  Barnes, 1981, pp. 7, 288.
127. 1 2  Williams, 1997, p. 55.
128. ↑  Potter, 2005, pp. 284-285, 650.
129. ↑  Panegyrici Latini 8(5)12.2.
130. 1 2  Potter, 2005, pp. 285, 650.
131. ↑  Codex Justinianus 9.41.9.
132. 1 2  Barnes, 1982, p. 52.
133. ↑  Codex Justinianus 6.30.6.
134. 1 2  Barnes, 1981, p. 8.
135. ↑  Barnes, 1981, pp. 8, 288.
136. ↑  Williams, 1997, p. 56.
137. ↑  Potter, 2005, pp. 285-650.
138. ↑  Panegyrici Latini 11(3)2.4, 8.1, 11.3-4, 12.2.
139. 1 2  Elsner, Imperial Rome, 73.
140. ↑  Panegyrici Latini 11(3)12, citado en Williams, 1997, p. 57.
141. ↑  Potter, 2005, pp. 285, 288.
142. ↑  Barnes, 1982, pp. 4, 36-37.
143. 1 2 3  Barnes, 1981, pp. 8-9.
144. 1 2  Williams, 1997, pp. 64-65.
145. 1 2  Potter, 2005, p. 288.
146. 1 2  Southern, 2001, p. 146.
147. ↑  Barnes, 1982, p. 4, 38.
148. ↑  Barnes, 1981, p. 89.
149. 1 2  Williams, 1997, p. 67.
150. ↑  Southern, 2001, p. 145.
151. ↑  Corcoran, 2006, pp. 45-46.
152. 1 2 3  Barnes, 1981, pp. 17-18.
153. 1 2 3  Odahl, 2004, p. 59.
154. 1 2 3 4 5 6 7 8 9  Barnes, 1981, p. 17.
155. ↑  Williams, 1997, pp. 76-77.
156. ↑  Williams, 1997, p. 76.
157. ↑  Southern, 2001, pp. 149-150.
158. 1 2  Carrié y Rousselle, 1996, pp. 163-164.
159. ↑  Carrié y Rousselle, 1996, p. 164.
160. ↑  Williams, 1997, p. 77.
161. ↑  Carrié y Rousselle, 1996, p. 163.
162. ↑  Southern, 2001, pp. 160, 338.
163. 1 2  DiMaio, "Domitius".
164. 1 2 3  Southern, 2001, p. 150.
165. ↑  Harries, 1999, p. 173.
166. ↑  Williams, 1997, p. 69.
167. 1 2  Potter, 2005, p. 292.
168. ↑  Williams, 1997, pp. 69-70.
169. 1 2 3 4 5  Bowman, 2005, p. 81.
170. ↑  Southern, 2001, p. 149.
171. ↑  Ammianus Marcellinus 23.5.11.
172. 1 2  Millar, 1993, pp. 177-178.
173. ↑  Eutropius 9.24-25.
174. ↑  Potter, 2005, p. 652.
175. ↑  Potter, 2005, pp. 292-293.
176. ↑  Eutropius 9.24-25; Theophanes, anno 5793.
177. 1 2  Rees, 2004, p. 14.
178. 1 2  Southern, 2001, p. 151.
179. 1 2 3 4 5 6  Barnes, 1981, p. 18.
180. 1 2 3 4 5  Millar, 1993, p. 178.
181. 1 2 3 4 5 6  Potter, 2005, p. 293.
182. ↑  Lactantius, De Mortibus Persecutorum 9.6.
183. ↑  Severus to Constantine, 151, 335-36.
184. ↑  Millar, 1993, pp. 178-179.
185. ↑  Barnes, 1981, pp. 18-19.
186. ↑  Odahl, 2004, p. 65.
187. ↑  Burgess, 1996, pp. 157-158.
188. ↑  Liebeschuetz, 1979, pp. 246-248.
189. ↑  Lactantius, De Mortibus Persecutorum 10.1-5; Barnes, "Sossianus Hierocles", 245; Helgeland, "Christians and the Roman Army", 159.
190. 1 2 3 4  Barnes, 1981, p. 20.
191. ↑  Corcoran, 2006, p. 51.
192. ↑  Odahl, 2004, pp. 54-56, 62.
193. ↑  Barnes, 1981, pp. 19, 294.
194. ↑  Lactantius, De Mortibus Persecutorum 10.6, 31.1; Eusebius, Historia Ecclesiastica 8, a1, 3; Constantine, Oratio ad Coetum Sanctum 22.
195. 1 2  Barnes, 1981, p. 19.
196. ↑  Barnes, 1982, p. 49.
197. ↑  Inscriptiones Latinae Selectae 660.
198. ↑  Williams, 1997, pp. 83-84.
199. ↑  Lactancio, De Mortibus Persecutorum 33.1.
200. ↑  Williams, 1997, pp. 78-79, 83-84.
201. ↑  Barnes, 1981, pp. 20-21.
202. ↑  Eusebius, Vita Constantini 2.50.
203. ↑  Barnes, 1981, p. 21.
204. ↑  Potter, 2005, p. 338.
205. ↑  Odahl, 2004, p. 67.
206. 1 2 3  Barnes, 1981, p. 22.
207. ↑  Potter, 2005, p. 337.
208. 1 2 3 4  Southern, 2001, p. 168.
209. ↑  Odahl, 2004, pp. 67-69.
210. ↑  Williams, 1997, p. 176.
211. ↑  Liebeschuetz, 1979, pp. 249-250.
212. 1 2 3 4  Barnes, 1981, p. 24.
213. ↑  Barnes, 1981, pp. 23-24.
214. ↑  Treadgold, 1997, p. 25.
215. ↑  Barnes, 1981, p. 39.
216. ↑  Tilley, 1996, p. xi.
217. ↑  Barnes, 1981, pp. 48-49, 208-213.
218. ↑  Barnes, 1981, pp. 208-213.
219. ↑  Lactantius, Divinae Institutiones 7.16-17; cf. Daniel 7:23-25; Digeser, 149-50.
220. ↑  Š. Kulišić, P. Ž. Petrović, and N. Pantelić, Српски митолошки речник (Belgrade: Nolit, 1970), 111-12.
221. ↑  Gibbon, 1952, pp. 153, 712.
222. 1 2  Potter, 2005, p. 341.
223. ↑  Barnes, 1981, pp. 24-25.
224. ↑  Southern, 2001, pp. 152, 336.
225. ↑  Panegyrici Latini 7(6)15.16; Lactantius, De Mortibus Persecutorum 20.4.
226. 1 2  Barnes, 1981, p. 25.
227. 1 2 3 4  Southern, 2001, p. 152.
228. ↑  Lactantius, De Mortibus Persecutorum 18.1-7.
229. ↑  Barnes, 1981, pp. 25-27.
230. ↑  Potter, 2005, pp. 341-342.
231. ↑  Odahl, 2004, pp. 69-72.
232. ↑  Lenski, "Reign of Constantine," 60.
233. ↑  Barnes, 1981, pp. 25-26.
234. ↑  Barnes, 1981, p. 26.
235. ↑  Potter, 2005, p. 342.
236. ↑  Lactantius, De Mortibus Persecutorum 19.2-6.
237. ↑  Southern, 2001, pp. 152-153.
238. ↑  Odahl, 2004, pp. 72-74.
239. ↑  Lenski, "Reign of Constantine," 60-61.
240. ↑  Barnes, 1981, p. 27.
241. ↑  Barnes, 1981, pp. 31-32.
242. ↑  Odahl, 2004, p. 90.
243. ↑  Lenski, 65.
244. ↑  Aurelius Victor, Liber de Caesaribus 39.6.
245. ↑  Barnes, 1981, p. 41.
246. ↑  Potter, 2005, pp. 294-295.
247. ↑  Potter, 2005, p. 298.
248. 1 2  Potter, 2005, pp. 296-298.
249. ↑  Inscriptiones Latinae Selectae 617, citado en Potter, 2005, p. 296.
250. ↑  Inscriptiones Latinae Selectae 641, citado en Potter, 296.
251. ↑  Inscriptiones Latinae Selectae 618, citado en Potter, 2005, p. 296. Véase también Millar, 1993, p. 182, capítulo Tetrarchic triumphalism in the Near East.
252. ↑  Corcoran, «Before Constantine», 44-45.
253. 1 2  Potter, 2005, p. 290.
254. ↑  Corcoran, «Before Constantine», 43.
255. ↑  Liebeschuetz, 1979, pp. 235-252.
256. ↑  Cascio, «The New State of Diocletian and Constantine» (CAH), 171-72; Corcoran, «Before Constantine», 43.
257. ↑  Southern, 2001, p. 163.
258. ↑  Southern, 2001, pp. 153-154, 163.
259. 1 2 3  Southern, 2001, pp. 162-163.
260. 1 2 3  Williams, 1997, p. 110.
261. ↑  Cascio, «The New State of Diocletian and Constantine» (CAH), 171-72.
262. ↑  Cascio, «The New State of Diocletian and Constantine» (CAH), 172, citando el Codex Justinianus 9.47.12.
263. ↑  Lactantius, De Mortibus Persecutorum 7.3, citado en Cascio, «The New State of Diocletian and Constantine» (CAH), 173.
264. 1 2 3  Treadgold, 1997, p. 19.
265. ↑  Bagnall, Roger S. Egypt in Late Antiquity (Princeton: Princeton University Press, 1993), 66, y A. H. M. Jones, The Later Roman Empire, 284-602: A Social, Economic and Administrative Survey (Oxford: Blackwell, 1964), 594, citado en Cascio, «The New State of Diocletian and Constantine» (CAH), 173.
266. 1 2  Carrié y Rousselle, 1996, p. 678.
267. ↑  Tal y como aparece en el Laterculus Veronensis o en la Lista de Verona, reproducida por Barnes, 1982, cap. 12-13 (con correcciones en T.D. Barnes, «Emperors, panegyrics, prefects, provinces and palaces (284-317)», Journal of Roman Archaeology 9 (1996): 539-42). Véase también:Barnes, 1981, p. 9; Cascio, «The New State of Diocletian and Constantine» (CAH), 179;Rees, 2004, pp. 24-27.
268. ↑  Barnes, 1981, p. 9.
269. ↑  Rees, 2004, pp. 25-26.
270. 1 2 3  Barnes, 1981, p. 10.
271. ↑  Carrié y Rousselle, 1996, pp. 655-666.
272. 1 2  Potter, 2005, p. 296.
273. ↑  Harries, 1999, pp. 53-54.
274. ↑  Barnes, 1981, pp. 9-10.
275. ↑  Treadgold, 1997, pp. 18-20.
276. ↑  Rees, 2004, p. 25, citando a Corcoran, 1996, pp. 234-253.
277. ↑  Codex Justinianus 2.13.1, citado en Carrié y Rousselle, 1996, p. 678.
278. ↑  Williams, 1997, pp. 53-54, 142-143.
279. ↑  Williams, 1997, p. 143.
280. ↑  Johnston, «Epiclassical Law» (CAH), 201.
281. ↑  Potter, 2005, pp. 296, 652.
282. 1 2 3  Potter, 2005, pp. 295-296.
283. ↑  Harries, 1999, pp. 14-15.
284. ↑  Harries, 1999, pp. 21, 29-30.
285. ↑  Harries, 1999, pp. 21-22.
286. ↑  Harries, 1999, pp. 63-64.
287. ↑  Harries, 1999, p. 162.
288. ↑  Harries, 1999, p. 167.
289. ↑  Harries, 1999, p. 55.
290. ↑  Johnston, «Epiclassical Law» (CAH), 207.
291. ↑  Lactancio, De Mortibus Persecutorum 7.2, citado en Corcoran, 2006, p. 46.
292. ↑  Cósimo, 2.34 citado en Corcoran, 2006, p. 46.
293. ↑  Southern, 2001, p. 157.
294. ↑  De Mensibus 1.27.
295. ↑  Rees, 2004, p. 17.
296. ↑  Southern, 2001, p. 158.
297. 1 2 3  Treadgold, 1997, pp. 112-113.
298. 1 2 3 4 5  Southern, 2001, p. 159.
299. ↑  Carrié y Rousselle, 1996, p. 166.
300. ↑  Williams, 1997, pp. 91-101.
301. ↑  Southern, 2001, pp. 154-155.
302. ↑  Rees, 2004, pp. 19-20.
303. ↑  Campbell, «The Army» (CAH), 124-26.
304. 1 2  Rees, 2004, p. 27.
305. ↑  Cascio, «The New State of Diocletian and Constantine» (CAH), 171.
306. 1 2 3 4 5  Treadgold, 1997, p. 20.
307. ↑  Rees, 2004, p. 18.
308. ↑  Cascio, «The New State of Diocletian and Constantine» (CAH), 173.
309. 1 2 3 4 5 6  Southern, 2001, p. 160.
310. ↑  Potter, 2005, p. 333.
311. ↑  Barnes, 1981, pp. 9, 288.
312. ↑  Rees, 2004, pp. 28-29.
313. ↑  Carrié y Rousselle, 1996, pp. 187-188.
314. ↑  Williams, 1997, p. 125.
315. ↑  Williams, 1997, p. 123.
316. ↑  Brown, 2003, p. 57.
317. ↑  Williams, 1997, p. 124.
318. 1 2  Cascio, «The New State of Diocletian and Constantine» (CAH), 176.
319. 1 2  Potter, 2005, p. 392.
320. ↑  Potter, 2005, pp. 392-393.
321. ↑  Potter, 2005, pp. 334, 393.
322. 1 2  Potter, 2005, pp. 334-335.
323. ↑  Potter, 2005, p. 393.
324. ↑  Cascio, «The New State of Diocletian and Constantine» (CAH), 176-77.
325. ↑  Southern, 2001, pp. 160, 339.
326. 1 2 3  Potter, 2005, p. 336.
327. 1 2  Potter, 2005, p. 335.
328. ↑  Southern, 2001.
329. ↑  Cascio, «The New State of Diocletian and Constantine» (CAH), 177-78.
330. ↑  Cascio, «The New State of Diocletian and Constantine» (CAH), 178.
331. ↑  Cascio, «The New State of Diocletian and Constantine» (CAH), 177.
332. ↑  Southern, 2001, p. 161.
333. ↑  Lactantius, De Mortibus Persecutorum 7.6-7, citado en Cascio, «The New State of Diocletian and Constantine» (CAH), 178, y Southern, 2001, p. 161.
334. ↑  Williams, 1997, pp. 131-132.
335. ↑  Jones, 1964, p. 40.
336. ↑  Williams, 1997, pp. 228-229.
337. ↑  Williams, 1997, pp. 196-198.
338. ↑  Williams, 1997, p. 204.
339. ↑  Williams, 1997, pp. 205-206.
340. ↑  Williams, 1997, pp. 207-208.
341. ↑  Williams, 1997, p. 206.
342. ↑  Williams, 1997, p. 208.
343. ↑  Williams, 1997, pp. 218-219.